# サンダーバード (テレビ番組)
『サンダーバード』（Thunderbirds）は、1965年から1966年にイギリスで放送されていた人形劇による1時間枠の特撮テレビ番組。
1966年に『サンダーバード 劇場版』、1968年に『サンダーバード6号』が劇場公開された。2004年にはアメリカ合衆国で制作された実写版映画が公開され、2015年から2020年にかけてリブート版『サンダーバード ARE GO』が放送された。また2021年には、日本（のプロダクション）が主導制作した53年ぶりの新作映画「サンダーバード55」（サンダーバード・ゴー ゴー）が制作・公開された。

## 概要

### ストーリー
世界各地で発生した事故や災害で絶体絶命の危機に瀕した人々を、「国際救助隊」（IR―International Rescue）と名乗る秘密組織がスーパーメカを駆使して救助する活躍を描く物語である。

### 時代設定
21世紀が舞台。放送当時に制作された設定では西暦2065年が舞台とされており、当時のメディア展開は全てこの設定を元に記述されている。しかし、映像上では第31話の中に出てきたカレンダーに2026年と記されており、1970年代から1990年代には、この2026年を基準とする「新設定」が台頭した。その後は公式の設定年代は再び西暦2065年に戻されている。

### 制作前・制作時
本作は1963年『海底大戦争 スティングレイ』の後番組を構想中のジェリー・アンダーソンが、ドイツのマチルド鉱山で起きた、129人が生き埋めになった浸水落盤事故で、29人が死亡したが懸命な救助の結果100人が救出されたこと（レンゲデの奇跡（Wunder von Lengede）） を知り「国際的な協力で、科学的な設備を持って救助すれば被害は食い止められる」と思いつき、企画初期段階のタイトルは、『国際救助隊（原題「International Rescue」）』だった。
ITCのルー・グレイドが本企画を承認し、ポルトガルのアルブフェリア村の貸別荘でシルヴィア・アンダーソンに口述筆記させ完成させた。最初のエピソード「SOS原子旅客機」（"Trapped in the sky"）は、ジェリーが従軍していた頃にマンストン基地で目撃した胴体着陸事故に基づく。企画成立直前に、ジェリーは第二次世界大戦中に行方不明（後に戦死と認定）となった兄ライオネル空軍軍曹からの手紙に記された、映画『大空の戦士 サンダーバード』（1942年）に兄がエキストラとして参加しジーン・ティアニーやプレストン・フォスターと「共演」したエピソードを思い出し、ここから企画タイトルを「Thunderbirds（サンダーバーズ）」とし、それまで「レスキュー」と呼ばれていた国際救助隊の5台のメカも「サンダーバード」1号～5号に改めた。
本作は前作『海底大戦争 スティングレイ』と同様に「スーパーマリオネーション」と呼ばれる技法で撮影されている。この技法の最大の特徴は、事前に録音された台詞の録音テープの音声と連動して人形の唇を動かす電磁石でできた装置が、人形の頭部に内蔵されている点である。この装置は唇を動かす装置や回路類を含め「リップ・シンクロ・システム」と呼ばれた。また、メインキャラクターには4種類の表情を持った顔が用意され、場面ごとに人形の表情に変化をもたせている。さらに人形では表現しにくい「ボタンを押す手」「歩行時の脚」等の部分に関しては、実写映像が挿入された。
制作は操り人形を用いた特撮映画やテレビシリーズを多く制作していた、ジェリー・アンダーソン率いるAPフィルムズで、配給会社はインコーポレーテッド・テレビジョン・カンパニーであった。
ジェリー・アンダーソンは、当初はCM込みの30分1話（25分尺）の作品を想定して制作が進められていた本作が1時間番組になった経緯を以下のように話している。放送局であるATVのプロデューサーのルー・グレイドに完成した第1話を見せたところ、その完成度の高さに驚き、「これはテレビ番組じゃない、映画だ！ 映画なら1時間の尺にしないと」と判断。
しかし、シルヴィア・アンダーソンは「これはテレビ番組じゃない、映画だ！」は『スペース1999』のときのことだとしている。シルヴィアによれば1時間番組となった経緯は以下の通りである。『サンダーバード』製作初期の段階にルー・グレイドが、電話でペネロープが上流階級すぎる人物にならないか心配していると言ってきた。シルヴィアはそれを否定し、ルーも他の話を見ることでその心配はなくなったが、その時にシルヴィアが30分番組だと人物を掘り下げることが難しいと話し、冗談交じりに「1時間番組なら展開を早くできる」と言ったところグレイドから許可が出たというものである。
こういった話から最初から全てのエピソードが30分版として製作され、後に初期に撮影されたエピソードに追加撮影等を行って全てのエピソードを1時間にしたと解釈がなされていたが、マイケル・ウィルキンソンが保持していた1964年に撮影されたフィルムにはTX204に関連する場面が含まれていることや、1964年12月8日にバリー・グレイが4時間のセッションで1時間版に含まれるすべての音楽を録音していることから、第1話「SOS原子旅客機」をルー・グレイドが観た時点でこの話のみは1時間であった可能性が指摘されている。また2024年に発見された初期編集版のフィルムには、ポートレートでの通信場面で兄弟の写真全体ではなく、顔のみが切り抜かれたものが使用されているのが確認されている。
経緯がどちらかのものであり、ルー・グレイドがいかなるものを観て判断したにせよ、30分番組として作られていた8話分と既に脚本が書かれていた2話分に関しては追加撮影を行い、撮影が進行していた2本は撮影中に拡大を行い、残りは最初から1時間番組として脚本が書かれた。
50分尺になったことで制作費も増額され、1話あたり当時の価格で4万ポンド（約2000万円）となり、30分番組の予定を1時間枠に拡大した。放送開始と共に、全国紙で特集が組まれるほどの社会現象を引き起こし、子供番組史上まれに見る人気作品となった。

### 放送時・放送後
人形劇でありながら、細部にまでこだわった造形や洗練されたデザインの模型、ロケット噴射や車両走行中の土ぼこりの描写など、リアリティを追求した特撮技術は、当時としては驚異的なクオリティであり、その後の特撮作品への多大な影響を及ぼした。
登場人物のコスチュームも当時の最先端のモードを積極的に取り入れ、メインターゲットの男子児童だけではなく女子児童の関心もつかんだ。当時、番組に登場した人形をベースにしたファッション情報誌も制作されたほどである。
ストーリーは子供でも理解できる単純な筋書きであるが、「人命救助」というスリリングながら前向きで健全なイメージを徹底したことで、親世代からの反発もなかった。
バリー・グレイによる音楽は躍動感のあるオーケストラサウンドを基本に、長い映像でも飽きさせない多彩な曲が使用された。また音楽が始まると台詞が止まるため、劇伴に多い人間の声を邪魔しない曲 ではなく、様々な帯域を使用できたことで楽曲単体でも完成度が高いとされる。テーマ曲は運動会の入場行進にも使用される事がある。
これら全てが明確な世界観により、イギリスでは放送開始から大好評を博し、最後の6本は後から追加制作（第2シーズン）されることとなった。既に『キャプテン・スカーレット』が作られていたため、人形もその技術を使い、ギミックの一部が顔から胸に移されたので、プロポーションがやや改善されている。他にもセットが若干変更されているが、いずれも言われないとわからないほどの違いである。しかし、本作の最大の目的だったアメリカ三大ネットワークへのセールスは失敗した。これは、1時間番組という枠が子供番組に不向きだった、グレイドがイギリスでの人気を背景に放送権料を吊り上げすぎたなど様々な説がある。メインキャラクターの1人がノブレス・オブリージュに基づいて行動するアメリカ人にもかかわらず、今日でもアメリカでSF人形劇と言えば『宇宙船XL-5』が最も有名であり、『サンダーバード』の知名度は低い。なお、日本ではアメリカと異なり人気シリーズとなっており、大きな影響を受けている。樋口真嗣はメカに対する思い入れがあるイギリス人や日本人には合うが、アメリカの国民性に合わなかったのではないかと発言している。

### 劇場版
サンダーバード 劇場版（Thunderbirds are Go）・1966年
本記事では区別のため「劇場版」と呼ぶ。
サンダーバード6号（Thunderbird 6）・1968年
本記事では「6号」と呼ぶ。「劇場版」「6号」はテレビシリーズの延長線上で発生した大事件の話で、基本設定も全く同じである。
サンダーバード（Thunderbirds）・2004年
本記事では「実写版」と呼ぶ。人間の俳優によるリメイクで、基本設定以外のスタッフ・キャストは別物である。
これら3作については、個別の記事も参照。

### 再編集版
サンダーバード（スーパースペースシアター版）
日本ではエモーションよりビデオソフトとして発売された。2話を1話に再編集し、音楽は別の物が追加されている。各105分。全3話。字幕版のみ。スーパー!ドラマTVでも放送された。
ターボチャージド・サンダーバード（TURBO CHARGED THUNDERBIRDS）
生きた人形達が地球以上の知的文明を築き上げ、そこで日夜発生する災害に対処し続ける国際救助隊共々、その惑星の存在に気付いた地球人の少年少女（人形ではなく、普通の人間の俳優が演じている）が「ハッカーズ」という国際救助隊サポートチームを結成し、恒星間通信を通じて地球に居ながらにして協力し、間接的に活躍する様を描くテレビシリーズ。前述の通り、オリジナル版とはいろいろと設定が異なる。1994年作品。全13話。日本ではスーパー!ドラマTVで2009年に初放送。字幕版のみ。
サンダーバード ARE GO
サンダーバードのリブート版。日本では、NHKで第1シリーズが2015年8月から先行放送、10月から一年かけて本放送、第2シリーズ以降はスーパー！ドラマTVで2019年から順次放送された。CGによる制作が多いが、ミニチュアも使用されている。時代は、2060年と設定されている。
サンダーバード55/GoGo（サンダーバード50周年記念エピソード）
2015年にスティーブン・ラリビエーらによって50周年記念に当時の音声ドラマの為に作られた3本のエピソード「Introducing Thunderbirds」「The Abominable Snowman」「The Stately Home Robberies」に映像をつけることが発表され、Kickstarterで資金集めが行われ制作が行われた。それぞれ音声ドラマにあるシーンの他にも肉付けを行うことで30分強のエピソードとなっている。DVDやBlu-Rayの商業販売は行われていないが、Thunderbirds Dayでの一時的な配信を経て、2020年8月20日から英国の配信サービスBritBoxで恒常的な配信が行われている。2021年3月現在吹替版の制作に関する情報はないが、上記の商品に日本語字幕がつけられている。2021年12月に『サンダーバード1965』として劇場公開が予定されていたが、2022年1月7日に劇場で、翌8日にオンラインで『サンダーバード55／GOGO』として劇場公開・配信されることが2021年9月30日に発表された。詳細は当該記事参照。

## 登場人物
本作の設定年代（特に人物の生年）は、主に2バージョン存在する。1970-90年代には設定年代が2026年となっており、登場人物の生年月日やバイオグラフィーはこの年を基準に設定、バージルが次男、ジョンが三男だった。日本では、『劇場版』のパンフレット以降バージルが次男、ジョンが三男、アランが四男、ゴードンが五男とする設定がしばらく流布した。その後に1980年発行の『ロマンアルバム増刊 サンダーバード Complete Visual Guidebook』より2026年設定が日本国内でも広がった。90年代には、年齢が数歳上のものである設定も流布した。しかし、21世紀に入った後、版権元であるカールトン・インターナショナルによって年代設定が制作当時の公式設定だった2065年に改訂され、各人物のバイオグラフィーも本来のものに戻された。同じくアンダーソン制作で、設定年代が2068年の『キャプテン・スカーレット』や2065年の『海底大戦争 スティングレイ』の設定とのクロスオーバー的な記述が多々見られるのは、放送当時の設定年代が地続きだったからである。
特記がない限り、本稿の内容は2065年基準のものとする。トレーシー兄弟の名前は、マーキュリー計画の宇宙飛行士（マーキュリー・セブン）に因んだものである。

### メインキャラクター
ジェフ・トレーシー（Jeff Tracy）
声 - ピーター・ダイネリー/小沢重雄
2009年（舞台を2026年とした新設定では1970年）1月2日、カンザス州の農園生まれ、56歳。国際救助隊総司令。アメリカ空軍に入隊。数理的才能を買われ宇宙局事業団に参加し、宇宙飛行士として月面に降り立った経験を持つ。そのため、宇宙開発事業には強い関心を持っている。妻であるルシルの死をきっかけに軍及び宇宙局を退役。なお軍の最終階級は大佐。退役後は土木建設事業を起こし、事業及び彼やブレインズの特許によって巨万の富を得る。その資本を元に、多くの人間の協力を得て国際救助隊を設立。地球上のあらゆる災害から人命を救助している。
冷静沈着で、経験に裏付けられた指揮は秀逸。人命こそが何よりも優先されるとの信条を強く持つ。一部組織の利益や財産、施設の保護を念頭に置いてしまうと、人命の優先度が低くされる事を懸念しているため、国際救助隊の存在は徹底的に秘匿されており、不必要な消火活動（第26話「海上ステーションの危機」）や緊急性を要しない出動を咎め、逆に人命救助や二次災害防止のためには重要施設であろうと必要最低限の破壊を厭わない姿勢を持つ。また、フッドのように救助隊の秘密を探ろうとするものには容赦せず攻撃・抹殺を行う。一方で慈善活動や子供の夢のためには出動を許可（第31話「すばらしいクリスマス・プレゼント」）しており、幅の広い見識や柔軟性も持ち合わせている。仕事に自信と誇りを持っているが故に自慢話をせずにいられない性分であり、これは息子達にも強く影響されている。
初期設定では「彼が人類初の月面着陸を果たした」ことになっていた。これは、サンダーバードが制作された1965年の段階では「人類が月面に到達するのは、はるか遠い未来になるだろう」と考えられていたため、彼が月面に到達したのは21世紀のことという設定にされたものと推測される。現実の歴史では、彼の生まれる1年前（1969年）にアポロ11号のニール・アームストロングとバズ・オルドリンによって月面着陸が成し遂げられたことで史実とそぐわなくなったため、後に「人類初の月面着陸を果たした」という設定は棄却された。代わりに、「人類で初めて、月への宇宙旅行をした人物」という設定になっている。モデルは『ボナンザ』や『宇宙空母ギャラクティカ』のローン・グリーンである。オープニングの「5・4・3・2・1」の声はジェフの声優ピーター・ダイネリー。
スコット・トレーシー（Scott Tracy）
声 - シェーン・リマー/中田浩二
2039年（舞台を2026年とした新設定では2000年）4月4日生まれ（26歳）、長男。サンダーバード（TB）1号担当。サッシュは青色。主に救助現場での指揮にあたる。休暇中のジェフに代わって総司令代理を担当した事もあり、1度は無用な出動を命じたとして叱責されたものの、すぐに救助隊の必要案件か否かを冷静に分析し、ジェフの帰投前に救助活動を成功に導いてみせた。エール大学とオックスフォード大学卒。救助隊創設前はアメリカ空軍に所属し、多くの功績を上げていた。モデルは初代ジェームズ・ボンドのショーン・コネリーである。名前の由来となった宇宙飛行士は、スコット・カーペンター。トレーシー兄弟の中で、敵対キャラクターを殺害した描写がある3人の内の1人（「ピラミッドの怪」にてZ団の団員を射殺、またガス爆発を誘引してピラミッドを爆発させ、Z団を爆殺）。
ジョン・トレーシー（John Tracy）
声 - レイ・バレット/桜井英一
2040年（舞台を2026年とした新設定では2001年）10月8日生まれ（25歳）、次男。サッシュは紫色。天文学者で、専門書を執筆するほど。基本的に宇宙ステーション・TB5号に滞在し、地上からの救助要請を受信し、救助隊本部へ伝達する役割を担っている。ハーバード大学で学位を取得。劇中で救助活動に参加した描写は、日本版第16話「オーシャンパイオニア号の危機」でのみ見られる。モデルは『十戒』や『ベン・ハー』のチャールトン・ヘストンとイギリスの歌手、アダム・フェイスである。名前の由来となった宇宙飛行士はジョン・グレン。
バージル・トレーシー（Virgil Tracy）
声 - デイヴィド・ホリディ→ジェレミィ・ウィルキン/宗近晴見
2041年（舞台を2026年とした新設定では2002年）8月15日生まれ（24歳）、三男。左利き。TB2号担当。サッシュは黄色。また各種救助装備の操作を行う。ピアノの腕は玄人並で、絵画も嗜むなど芸術家肌の一面を持つ。高等科学技術のデンバー・スクール卒業。名前の由来となった宇宙飛行士はバージル・グリソム。
ゴードン・トレーシー（Gordon Tracy）
声 - デイヴィド・グレアム/和田一壮
2043年（舞台を2026年とした新設定では2004年）2月14日生まれ（22歳）、四男。TB4号担当。サッシュはオレンジ色。水泳に天賦の才があり、オリンピックのバタフライで金メダリストになったほどの技量を持つ。TB2号の助手を務める場合もある。救助隊創設前は「海底大戦争 スティングレイ」の汎海洋救難・防衛組織「WASP」に所属していた。名前の由来となった宇宙飛行士はゴードン・クーパー。トレーシー兄弟の中で、敵対キャラクターを殺害した描写がある3人の内の1人（「原子力機・ファイアーフラッシュ号の危機」にて、ファイヤーフラッシュ号の機器室に潜んでいた国際スパイ団の団員を銃撃戦の上、射殺）。
アラン・トレーシー（Alan Tracy）
声 - マット・ジマーマン（第1話のみレイ・バレット）/剣持伴紀
2044年（舞台を2026年とした新設定では2005年）3月12日生まれ（21歳）、五男。TB3号担当。サッシュは白色。ジョンの交代要員としてTB5号に滞在する事や、スコットに変わってTB1号に乗ることもある。カーレースのチャンピオンドライバー。コロラド大学で学位を取得。アシスタントとして救助活動に参加する頻度が高い。居心地が悪いとすぐに機嫌を損ねたり、恋人のティンティンが他の男性に気を奪われているとやきもちを焼くなど精神的に幼いところがあり、上の兄弟達もそうした性格を見抜いてか故意にからかう描写がある。モデルはアメリカの俳優、ロバート・リードである。名前の由来となった宇宙飛行士はアラン・シェパード。トレーシー兄弟の中で、敵対キャラクターを殺害した描写がある3人の内の1人（「サンダーバード6号」にて偽物のスカイ・シップ号の搭乗員を射殺）。
ブレインズ（Brains）
声 - デイヴィド・グレアム/大泉滉
2040年（舞台を2026年とした新設定では2001年）11月14日生まれ（25歳）。サンダーバード機および全救助メカを開発した天才科学者。本名はホレイショ・ハッケンバッカー（Horatio Hackenbacker）。テレビシリーズでの制服着用シーンは無いが、劇場版（サンダーバード6号）では制服を着用して救助活動をするシーンがある。その際のサッシュは茶色。幼少の頃にハリケーンで両親を亡くしており、ケンブリッジ大学の教授に引き取られて、ジェフによる経済支援を受けて育った経緯を持つ。ハイラム・K・ハッケンバッカー（Hiram K Hackenbacker）という通名で最新旅客機の設計等の対外活動をしている。救助活動では隊員に科学的なアドバイスをするほか、救助に直接参加することもある。英語版では頭の回転が速過ぎるために言葉が追いつかず、吃音 という設定になっている。開発及び発明分野は得意中の得意だが、点検や整備は結構雑なようでティンティンがトレーシー島に来る前の第1話では、高速エレベーターカーが幾度となく故障している。なお、ティンティンが整備士として赴任してからは、そういった不測の事態は一切なくなっている。モデルは『サイコ』のアンソニー・パーキンスである。
ペネロープ・クレイトン＝ワード（Lady Penelope Creighton-Ward）
声 - シルヴィア・アンダーソン/黒柳徹子
2039年（舞台を2026年とした新設定では2000年）12月24日生まれ（26歳）。通称レディ・ペネロープ。ファッション誌（Chic）の表紙やショーのモデルもこなすほどの美貌の持ち主。愛称・短縮名のペニーやペネロピと呼ばれ、パーカーからはミレディ"Yus, M'Lady"と呼ばれる（お嬢様という解釈であり、パーカーは強いコックニー訛りの英語を話す）。貴族のヒュー・クレイトン＝ワード卿とその妻アメリアとの間に生まれる。元々は有能な諜報員で、ジェフからスカウトされて国際救助隊の理念に共感し、専属諜報員として協力している。イングランド南部の田舎町フォックスレイヒースにある彼女の邸宅が、国際救助隊のロンドン支部である。イヌに詳しいがネズミが苦手。ティーポットやコンパクトが無線機になっている。基本的にFAB-1の運転はパーカーの役割だが、自ら運転する場合もある。彼女のヘルメットや寝具には「P」の文字が印されている。ジェフの反対を押し切り、TB2号に同乗して現場へ出向いたこともある。モデルは英国放送版の声も担当しているシルヴィア・アンダーソンである（フランスの女優ブリジット・バルドーという説もあり）。
ワンダ・ラムール（Wanda Lamour）
第28話「魅惑のメロディ」でペネロープが扮した美人歌手。モデルは女優・歌手のドロシー・ラムーアと、APフィルムズの人形オペレーターであるワンダ・ウェブ 。なお、ここでのペネロープの歌い方はマレーネ・ディートリッヒの歌唱スタイルをイメージしている 。
アロイシャス・パーカー（Aloysius Parker）
声 - デイヴィド・グレアム/今橋恒
2013年（舞台を2026年とした設定では1974年）5月30日生まれ（52歳）。ワード家（ペネロープ）のバトラーでFAB-1の運転手。金庫破りとしての前歴を持ち、ペネロープに逮捕されたことで刑務所の出所後にクレイトン＝ワード家の執事となった。裏社会では赤い鼻が印象的で『ノージー（鼻）』と呼ばれていた。金庫破りの技術はヘアピン一つでどんな鍵でも開けられるほどで、常に金庫破りの七つ道具を持ち歩いている。射撃の腕前やその筋の情報にも通じており、時折ペネロープから冗談交じりに感心される面もしばしばである。ロンドン出身 で強いコックニー訛りを話す。シチューが大好物。クレイトン＝ワード家の料理人リルと夫婦であるとする説もある。モデルはイギリスのコメディアン、ベン・ウォリス、ジミー・ジュエルらである。
ザ・フッド（The Hood）
声 - レイ・バレット/西田昭市
2018年（舞台を2026年とした新設定では1979年）7月17日生まれ。シリーズを通してサンダーバードの秘密を狙う死の商人であり、作中に登場する数少ない極悪人。世界各国の最新技術を盗み出し、これを世界征服を企てている悪の組織や、武器商人や、軍事スパイなどに売りつけることを企んでいる。国際救助隊をおびき寄せるために度々テロ・破壊工作を行っている。特定の部下は持たず、主に単独で国際救助隊の秘密を探るが、大抵は失敗に終わっている。変装が得意な事に加え、あらゆる機械の操縦ができる。非常に強力な催眠術と思しき呪術を会得しており、この所作の際に両眼が光る。東南アジアの山中と思しき場所の寺院を改造した私邸に住む。通常なら即死レベルの事故でも生存していたり、飛行機の燃料切れで依頼人のX将軍の家に墜落して煤まみれになるシーンがオチになるなど、コミックリリーフ的な演出がなされることがある。
先述通り、兄弟であるキラノに術によって無理やり国際救助隊の情報を喋らせたり、彼の娘にして自身の姪にあたるティンティンがいるキャンピングカーを襲撃するなど、目的のためなら身内にも情けをかけないが、その襲撃でブレインズを生き埋めにする一方、ティンティンは眠らせた（気絶？）だけにしておくなど、情がまったくないわけでもない事が窺える。
キラノ（Kyrano）
声 - デイヴィド・グレアム/篠田節夫
生年月日は不明。ティンティンの父親で、トレーシー家の執事兼料理人。かつてパリ・ヒルトンホテルの料理長として腕を振るい、宇宙食の研究・改良に従事していた事が縁でジェフに見出された。善良な性格だが、異母兄弟（資料の年代によって、どちらが兄であるか、弟であるかの記述が異なる）であるフッドの呪術によってマインドコントロールされてしまうことがある。ジェフに対する忠誠心は非常に強く、「私たち親子（キラノとティンティン）の命はトレーシー様のものでございます」と言い切るほど。
ティンティン（日本語版では「ミンミン」）（Tin-Tin）
声 - クリスティーヌ・フィン/里見京子
2043年（舞台を2026年とした新設定では2004年）6月20日生まれ（22歳）。キラノの娘。ブレインズの助手として、各サンダーバードの整備を担う（整備士としての活動は「火星人の来襲」で見ることができる）。アランとは恋仲である。アメリカの大学を首席で卒業した才色兼備の女性。淑やかな容姿だが、ジェフの反対を押し切って国際救助隊の一員として前線へ出向く勇敢な一面もある。救助活動の助手として同行する際は制服を着用するが、男性隊員とは異なりサッシュは着用しない。なお、本編で制服を着用した姿は「ロケット“太陽号”の危機」と「ピラミッドの怪」で見られる。
グランマ（日本語版では「おばあちゃん」）（Grandma Tracy）
声 - クリスティーヌ・フィン/川路夏子
ジェフの母親で、トレーシー兄弟の祖母にあたる。第19話「オートレーサー・アランの危機」の時点でカリフォルニアとニューメキシコの州境近くで一人暮らしをしていたが、現在ではトレーシー島で暮らしている。見事な料理の腕を持つ。

### ゲストキャラクター
ノーマン所長
声 - ピーター・ダイネリー/小林清志
ロンドンタワーの所長。原語版台本がなかった当初、日本では「ロント・ローラー所長」と名づけられていた。ファイヤーフラッシュの墜落事故が続いた際、国際航空大臣招集の関係者会議に出席するなど、単なる管制官以上の強い権限を有しているようである。
ハンソン機長
声 - デイヴィド・グレアム/岡部政明
ファイヤーフラッシュ号の機長。スコットとは、ファイヤーフラッシュ号のテスト飛行に臨んだ事もある間柄。劇中にファイヤーフラッシュ号が出てくると、大抵は彼が操縦している。
ピーター将軍
声 - デイヴィド・グレアム/真木恭介
アメリカ陸軍の将軍。最新鋭機ゴングのテスト中に事故が起きてしまい、救助隊に助けを求めた。非常に部下思いの指揮官である。スコット達の活躍を見て、「あの若者達をわが軍に欲しい」と言った。
ウィルソンとリンゼイ
声 - レイ・バレット/内海賢二（ウィルソン）、マット・ジマーマン/国坂伸（リンゼイ）
「カマニデスの消えたピラミッド」を探している探検家。砂漠に墜落した1号に乗っていたスコットを助けた。
カーター一家
声 - レイ・バレット/千葉耕市（父ジョー）、シルヴィア・アンダーソン/園田昌子（母ブランチ）、シルヴィア・アンダーソン/新井和夫（息子トミー）
トンプソンビルにやってきた親子三人。ビル火災の際に誤って地下室に閉じ込められたが、国際救助隊に無事救助された。
エディ・ハウスマン
声 - レイ・バレット/北町史郎
「グレイ&ハウスマン建設会社」の社長。ミンミンの旧友。工事の納期を優先するあまり、暴風雨の中グレイの反対を押し切って現場に出場し、落盤事故に巻き込まれた。
ボブ・グレイ
声 - デイヴィド・グレアム/和田文夫
エディと共同経営の開発会社を管理する。暴風雨の中での作業を巡ってエディと対立、「破産してもいい。死ぬよりはマシだ」と説得したが、結局エディは深夜に出場を強行してしまった。
ジェレミー・ホッジ卿
声 - ピーター・ダイネリー/中村正
国際救助隊の創設に関わった人物。新しい技術に興味を持ち、太陽号の成功にも関わっている。ペネロープと事件に巻き込まれた事がある。
ボレンダー博士
声 - デイヴィド・グレアム/原孝之
ジェレミー卿の協力により、海水を燃料とした新しいロケット燃料を開発した博士。
ゴッドバー博士
声 - レイ・バレット/森山周一郎
ボレンダー博士を誘拐し、新開発の技術を横取りしようとしたが、国際救助隊に阻止された。
ネッド・クックとジョー
声 - マット・ジマーマン/宮田光（ネッド）、デイヴィド・グレアム/富山敬（ジョー）
NTBSテレビキャスターとカメラマン。国際救助隊の事を報道しようとした。その後、エンパイア・ステートビルの事故に巻き込まれる。
ブロン将軍
声 - デイヴィド・グレアム/平野元
フッドにレッドアロー計画を破壊するように依頼したが、失敗するとあっさり彼を見捨てた。
ティム・ケーシー大佐
声 - デイヴィド・グレアム/池田忠夫
かつてジェフと一緒に宇宙旅行をした人物。レッドアロー計画の責任からジェット研究所の所長を更迭されたが、後に復職した模様。
シルトン卿
声 - ピーター・ダイネリー/不明
イギリス銀行頭取。大金庫の取替を政府に認めさせるため、ペネロープとパーカーに金庫を破るよう依頼した。
ランバート
声 - デイヴィド・グレアム/不明
イギリス銀行の職員。とても仕事熱心で、仕事に熱中するあまり大金庫室に閉じ込められ、危うく窒息死しかけた。
“ライト・フィンガー”・フレッド
声 - デイヴィド・グレアム/雨森雅司
金庫破りでパーカーと同じ刑務所に服役していた。イギリス銀行を襲うために脱獄を図った。職人肌で、救助活動後に扉が開いて瓦礫が散乱した大金庫を見て「こんなところじゃ盗む気にもなれねぇや」と盗む意欲を失った。
ゴールドハイマー
声 - レイ・バレット/保科三良
映画監督。これまで4本もの映画に失敗している。事件解決後、記念としてサンダーバード1号をカメラで撮ったがカメラ探知機が発報しなかった。これによりスコットはカメラ探知機が壊されていたのに気づく。
X将軍
声 - マット・ジマーマン/文部おさむ
国際救助隊の活動を映画フィルムに撮影するようフッドに依頼した人物。作戦に失敗した挙句、逃げてきたフッドの飛行機が潜伏先の別荘に突入してしまう。「将軍」とは言うものの、自身のセリフによると上役が存在するらしい。顔は一切出てきていない。
オーチャード博士
声 - レイ・バレット/高塔正康
生物学者。セドニカス・アメリカナスという植物に「サーミン」という化学物質が含まれていることを発見する。薬による突然変異で巨大化したワニに襲われ、国際救助隊に連絡した。
ヘクター・ミクギル
声 - マット・ジマーマン/井上和行
オーチャード博士の助手。
ブラックマー
声 - ジョン・テイト/館敬介
製薬会社社員。オーチャード博士達と共に巨大化したワニの襲撃を受ける。
ミス・ファイルズ
声 - シルヴィア・アンダーソン/藤野節子
オーチャード博士の屋敷の使用人。国際救助隊を呼ぶことを提案した人物。
カルプ
声 - デイヴィド・グレアム/加藤精三
産業スパイで、「サーミン」の秘密を狙っていた。誤って「サーミン」を排水管に流してしまい、ワニが巨大化する原因を作った。
トーマス・プレスコット
声 - マット・ジマーマン/野田圭一
ハドソン・ビル記録課の職員。ヒッチハイクで乗せた犯罪組織の構成員（声 - 桑原毅）の奸計で爆弾をハドソン・ビルに仕掛けさせられるが、爆弾の爆発に巻き込まれてしまい、救出された後もビル放火の疑いをかけられる。
サウザン
声 - レイ・バレット/家弓家正
英国情報部員。スコットランドの原子力貯蔵庫の爆破計画を阻止しようとするが、貯蔵庫に閉じ込められてしまった。このキャラクターは帽子掛けに帽子を投げかけたり、上司から秘密の小道具を提供されたりすることからもわかるとおり、当時、世界的人気を誇り、本作にも多大な影響を与えた『007』をイメージしたキャラクター。顔のモデルは当時、同じITC作品『セイント 天国野郎』で主人公、サイモン・テンプラ―役を務め、当時からポスト・コネリーと目されていた、後の3代目ジェームズ・ボンド、ロジャー・ムーアである。彼をモデルにした人形は「劇場版」など、その他のエピソードにも登場する。コネリーの顔はすでに主人公スコットの顔のモデルになっていたためにこのような措置が採られた。
X（エックス）
声 - デイヴィド・グレアム/中島元
スコットランドの原子力貯蔵庫の爆破をサウザンらに指示したが失敗し、ヘリコプターで逃げようとするが、ペネロープの指示を受けたパーカーの射撃により撃墜された。
チップ
声 - シルヴィア・アンダーソン/喜多道枝
国際救助隊に憧れる少年。自宅の近くで救助作業があった際、2号のコンテナに勝手に潜り込んで、基地まで来てしまった。
ビクター・ゴメツ
声 - デイヴィド・グレアム/椎原邦彦
カーレーサーで、パロマ・サンズ・カーレースの元ウィナー。レースに負けた腹いせにアランを時限爆弾を仕掛けたサン・ミゲル橋に誘い出した。
ブレークリー教授
声 - ピーター・ダイネリー/河村弘二
考古学の教授。ブレインズとミンミンと共にアナスタ湖に沈む古代遺跡を調査する。
ジェレマイア・タトル
声 - ピーター・ダイネリー/槐柳二
国際救助隊の「秘密隊員47号」。ジェフの軍隊時代の友人で、救助隊創設当初から在籍しているようである。普段はアメリカで母親（声 - 沼波輝枝）と農業をしている。日本語吹替版では強い訛りのある口調で話す。ものすごいスピードが出る旧型の車や、豆缶型の手投げ爆弾など、ただの農家とは思えない道具を持つところはやはり国際救助隊の秘密隊員である。
ロイストン公爵夫人
声 - レイ・バレット/遠藤晴
ペネロープの旧友。ファーストネームは「デボラ」（ペネロープは原語版で夫人をこのファーストネームで呼んでいる）。かなりのギャンブル好きであり、それが祟って悪徳カジノで騙され、住居まで差し押さえられることになってしまった。パーカーとの会話で聞かれるように競馬も嗜み、ギャンブル全般が好きなようである。キュウリのサンドウィッチが好物。モデルは女優のデイム・エディス・エヴァンス。
ウィルバー・ダンドリッジ3世
声 - デイヴィド・グレアム/高城淳一
ガゼル商事の社長で、ジェフの旧友。相当なカモシカ好きで、商標に使うためにロイストン公爵夫人からカモシカの絵を賃借した。
ワレン・グラフトン
声 - デイヴィド・グレアム/勝田久
太平洋モノレールの会長だが、会社の実体は悪徳企業である。開発した太平洋モノレールで不祥事を起こし、政府の調査の末に全社員と共に有罪となり、収監された。
ジミー・ボンソン
声 - レイ・バレット/原田一夫
英国諜報員。核装備に関する設計図を盗まれ、国際救助隊に取り戻すよう依頼する。
フランク・フーパー
声 - ジョン・テイト/納谷悟朗
海上採掘ステーションの所長。ステーション周囲の海底のガス層から出火し、救助隊に2度助けられる。
サンチョス
声 - デイヴィド・グレアム/二見忠男
肉料理屋の店主。クラブロッガー作業部のメンバーに特別料理をふるまったが、非衛生な厨房が原因で食中毒を引き起こした。
カス・カーナビー
声 - レイ・バレット/不明
パラダイス・ピーク・ホテルのハウス・バンド「カス・カーナビー・クインテット」のリーダー。
フランソワ・ラメア
声 - レイ・バレット/桑原毅
フランスの有名なファッションデザイナー。自ら開発した新しい服の素材（ペネロン）にペネロープの名前を使った。
ラングレン教授
声 - ピーター・ダイネリー/吉沢久嘉
太陽エネルギー開発研究者。太陽反射鏡を発明した。
ニッキー
声 - シルヴィア・アンダーソン/白川澄子
クリスマスプレゼントの幸運なる当選者である少年。国際救助隊本部に招かれた。
ニモ
声 - シルヴィア・アンダーソン/野村道子
ニッキーが入院しているコラルビル子供病院の看護師。
リック・オシェー
声 - レイ・バレット/近石真介
無許可の宇宙放送局KLAのDJ。放送で名前を言う時、名と姓の間に銃声の効果音を入れる。放送電波を使って救助隊に助けを求めたが、高所恐怖症のために外に出ることを拒み、アランに殴り倒されて左目がパンダ目になる。原題にも使用された姓名のネーミングは英語でお調子者と跳弾 (英：Ricochet) とをかけたダブル・ミーニングになっている。モデルはショーン・コネリー。

## 登場する主要なメカ

### サンダーバード機
タイトルである「サンダーバード」とは、ナンバリングされた主要な救助用メカニックの事である。デレク・メディングスがデザインしたオリジナルのスケッチはブレインズのラボの壁に貼られていて、機体の表記も「TB1」や「T2」等ではなく、初期案の「レスキュー」を略した「R1」や「R2」となっている。詳細はそれぞれの個別項目を参照。
- サンダーバード1号
- サンダーバード2号
- サンダーバード3号
- サンダーバード4号
- サンダーバード5号
- サンダーバード6号

### ポッド（コンテナ）メカ
サンダーバード2号のポッドにより輸送される、各種専門救助装備。吹替版では原語版の名称「ポッド」やプラモデルの説明書等で使用される「コンテナ」の名称は使われず、一貫して「装備」と呼ばれている。
高速エレベーター・カー（The High-Speed Elevator Cars）
航空機の外部着陸脚車両。マスター・エレベーター・カー（1号車）は有人で、遠隔操縦によって無線操縦車（2号車〜4号車）を同時に2台コントロールすることができる。本来は1号車から3号車までの3台で活動するが劇中では3号車が無線機の故障により暴走し、駐機していた旅客機に突っ込んで大破・炎上したため代わりに4号車を使用して、1・2・4号車の3台で救助活動を行っている。Pod 3に搭載。
ジェット・モグラ（The Mole）
地底を進む地底戦車。救助活動に参加する頻度が高い。巨大な掘削ドリルを備えた円筒状の本体と、掘削開始位置まで移動するための無限軌道付き架台とで構成される。ジェット・モグラは玩具での名称であり、本来の英語版では“The Mole”、則ち単なる「モグラ」と呼ばれる。番組の日本語訳でも直訳である「モグラー」としか呼ばれていない。Pod 3または5に搭載。
磁力牽引車（The Recovery Vehicles）
二つの巻き取り電磁石砲を装備した汎用牽引車。マスター・カーの1号車と、無線操縦車の2号車がある。Pod 5に搭載。
電波発信車（The Radio Beam Transmitter Truck）
強力な誘導コントロール電波を宇宙空間にまで放射する特殊車両である。基本出力はサンダーバード3号に搭載されている物を上回り、膨大な演算結果に基づく周波数の設定次第では地球上から太陽付近まで放射する事が可能。Pod 6に搭載。
ジェット・ブルドーザー（The Firefly）
火災救助装備。大規模な爆発現場などで、がれきを押しのけながら救出作業を行う、耐熱ブルドーザー。また、消火効果を持つ、ニトロ弾を発射できる。Pod 3または6に搭載。
磁力運搬機（The Magnetic Grabs）
Pod 2に搭載されている、4本足の大型クレーン。爆破トラクター、太平洋モノレールの救助に用いられた。なお、Pod 2の底から出るクレーンなので、分化はできない。
トンネル探索車（The Monobrake）
モノレールのトンネル内に残された人々を捜索するための車高が低い車両。Pod 1または6に搭載。
救助物資運送砲車（The Rescue Pack Vehicle, The Boost Mortar）
高い建物の中で救助を待つ人を救出する装置を内蔵したカプセルを発射するビークルである。Pod 3に搭載。
鉄の爪タンク（The Drilling and Cutting Excavator）
回転ドラムについた鉄の爪で岩を崩す掘削作業車である。削岩車、掘削機とも呼ばれている。Pod 5に搭載。
防火エレベーター（Dicetylene Cage）
ビル火災の救助で使用されたエレベーター型メカ。消火剤（ダイセチレン）をまきながら、火災で故障したエレベーターを牽引するメカ。Pod 1に搭載。
レーザー切断車（The Laser Beam Cutter, The Thunderizer, The Laser Cutter Vehicle）
レーザー光線で厚い扉を溶断し、ジェット気流発生装置で切断した扉を吹き飛ばすことができる、一人乗りのコンパクトなビークル・メカ。キャタピラやコックピットの構造は救助物資運送砲車とほぼ同じである。Pod 5に搭載。
消防車（Fire Truck）
化学消火車両。Pod 1に搭載。
サンバーバード・カー（BR2 Lightning 505）
第19話「オートレーサー・アランの危機」に登場。アランがレースに使用したマシン。ブレインズの開発した新型エンジンを搭載している。資料によっては、「ジェット・カー」や「ジェットパトロール車」などと記述されている事もある。Pod 5で輸送。物語中盤ゴメス一向に奪われたが、終盤ではサンダーバード1号の攻撃を受け、最終的に崖から落下し大破してしまった。
超音波中和機（The Bomb Neutralizer）
耳に聞こえない超音波などを除去する機械。Pod 1に搭載。
風圧クッション車（The Hover Bed）
後方の風圧クッションで落下する人間を受け止めるための車両。Pod 1に搭載。
アナスタ湖探検車
アナスタ湖を探検するための装備をつんだトレーラー。サンドジープと2台のトレーラー（宿泊施設と研究室）で構成されている。
吸着ハンド車（The Domo, Restraining Unit）
強力な3本の吸着ハンドで崩れる建物の壁を支える特殊作業車である。Pod 3に搭載。
ジェット・クレーン車（The Mobile Crane）
高所に救助隊員を上げるクレーンを装備し、高速走行も可能な大型12輪車両である。Pod 3に搭載。（よく太いタイヤの6輪車両と勘違いされるが、実は12輪である。）

### その他

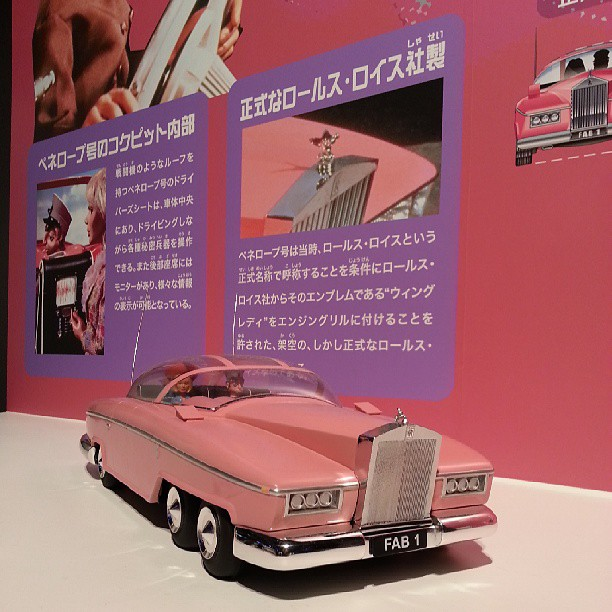
サンダーバード博（2013年 日本科学未来館）で

FAB-1
ロンドンエージェント、レディ・ペネロープの用いる、ピンク色の6輪乗用車。FABとは一説には彼女が国際救助隊に参加する前に所属していた、欧州諜報組織（FEDERAL AGENT BUREAU）のこととされている。また、1960年代の英国での流行語「Fabulous（イカす！）」の略とも。なお彼女が所有する大型クルーザーの名称はFAB-2である。ボンドカーばりに外見からは判らない特殊装備を複数持つ。水陸両用。彼女の邸宅にはリモートコントロール装置もある。また、車体下部にスキーも収納されている（映画「サンダーバード6号」に登場）。さらには、使用された事はないが、ホイールキャップにドリルが仕込まれているという設定も存在する。2500ポンドで製作された。その名称、フロントグリル及びスピリット・オブ・エクスタシー（フロントグリル上の天女像、アメリカでフライングレディと称される）の使用については、ロールス・ロイス社から「略称を用いない」「単に『車』と呼ばず『ロールス・ロイス』と呼ぶ」などの条件下で許可を得ており、ロールス・ロイス以外の呼称は実は許されていない。日本のメディアや玩具ではペネロープ号、「劇場版」ではスーパーロイスと呼ばれていた。「実写版」ではロールスロイスから使用許可が得られなかった代わりにフォード・モーターの2004年型フォード・サンダーバードがベースとなり、水陸空対応となった。劇場版「サンダーバード6号」ではスカイシップの格納庫に収納されて世界旅行をしていたが、物語終盤のスカイシップがミサイル基地に墜落した際に格納庫に収納されていたため破壊されたとされる。
ブレイマン（声・関登美雄）
ブレインズが計算機を使わずに開発したロボット。第3話「ロケット“太陽号”の危機」で太陽に衝突しそうになったサンダーバード3号を救出するために、ブレインズをもって最低2週間はかかる電波の周波数の計算を僅か1分弱で導いてみせた。(本当は電子計算機を持ってくるはずが、バージルとブレインズが箱を間違えてしまった)他の話に同型のロボットが登場しているところから、恐らくは、市販されていたものを改造したようである。初めはシステムが不完全ゆえブレインズの問いかけに対する反応速度が遅かったが、波長を改善したことでコミュニケーション能力が向上し、最後は彼をチェスで負かせるほどになった。その後度々、ブレインズのラボにいるのが、映し出されている。本国の放映順に見ると、寝そべっていたり、立っていたりと、太陽号のエピソードまでに完成していくさまがさりげなく描かれていくのがわかる。
自動カメラ（Remote-Control Hover Camera）
人間が立ち入ることができない事故現場を視認する際に用いるドローン式の探査カメラ。サンダーバード1号に装備されている。

### プラモデル版オリジナルメカ
エックスカー（X-car）
イギリスで出版された『Thunderbirds Annual』1967年号のコミック「The Hood Makes a Strike!」に出てきたメカで、テレビ版・劇場版にも登場せず、また写真撮影等のため実際に模型が作られたわけではない。日本では今井科学よりプラモデルになっていたため知名度は高い。二本の腕で障害物を車体中央に飲み込む。車体色はブルー。このコミック本編では「The Excavating Equipment」（掘削用装備）や「The Excavator」（掘削機）などと呼ばれている。これに対して「火星人の来襲」に登場するいわゆる鉄の爪タンクは「Drilling and Cutting Excavator」と本編上では呼ばれている。「エクスカベータ―」は本来掘削機の意味。なお同Annualのコミック「Ring of Fire」には、同じくプラモデル版オリジナルメカとして知られる人命救助車と化学消防車のもととなったイラストが登場する。
サンダーバード7号
日本の今井科学が勝手にサンダーバードシリーズの名を付けたオリジナルのプラモデルキット。今井科学のオリジナルメカのためTV等には出てこない。オレンジ色の円筒形のボディにキャタピラがついており、ボディ上部が左右に開いて中からロケット状のものを発射するデザインとなっている。元になったのは『Project Sword Annual』1968年号に出てくる「The Beetle」という耐熱のメカ。

### 劇中に登場したメカ（救助隊以外）
一部のメカは塗装を変更して使い回されている。名称が不明なものや放送された国によっては変更されたメカもある。
ファイヤーフラッシュ号（Fire Flash）
第1話・7話・21話・22話に登場した原子力超音速旅客機。正式名称「ファイヤーフラッシュ・アトミック・エアライナー・マーク5」。英語版および一部の国内版エンドロールにおいてはサンダーバードロケットやモグラ号などと肩を並べて登場する。
ストーリーによって設定が異なるが、全長は115mとも言われ、普通の飛行機を遥かに凌ぐ全長とされている。最高速度マッハ6で亜成層圏を飛行し、東京 - ロンドン間を約2時間で結ぶほどの速さを誇る。機体材質はチタニウム合金で、窓には硬質ガラスを使用。操縦席が尾翼の根元に位置する点が最大の特徴で、胴体上段にファーストクラス、下段にエコノミークラスの客室を備えるほか、主翼内部にもラウンジ・バーが設けられており、乗員乗客総数は600名に達する。その他、機体下部に乗用車10台を収納する事も可能。しかし、水平尾翼上部に六発が搭載されている原子力ターボジェットエンジンは、6週間連続して運転できるが、2時間10分おきに安全カバーを交換しないと放射能漏れを起こし、乗客全員が死亡してしまうというとんでもないリスクを持ち合わせている。
なお、実際にシリーズが制作された1960年代には米ソ両国によって原子力飛行機の研究・開発が行われていたが、安全性の問題から開発は中止されている。
標的運搬機TX-204（TX-204）
第1話・6話に登場した空軍機。機体後部から、円錐状の演習用ダミー（標的機）を射出・曳航する事ができる。劇中では「標的1号（Target 1）」と呼ばれている。第1話では、このダミーに兵士をしがみつかせたままファイヤーフラッシュ号の脚部至近まで曳航、兵士が脚部に飛びつくという荒芸で移乗をはかるが、結局失敗している。
英国空軍迎撃機（Interceptor 1）
第1話に登場した英国空軍所属の単座双発迎撃機。機体の下部に巨大なエンジン2基を搭載する独特のスタイルを誇る。ファイヤーフラッシュ号の爆弾設置事件が発生した際、上述のTX-204「標的1号」と共にロンドン空港付近で実弾演習を行っていた。日本国内においては本放送時に一連の登場シーンがカットされてしまったため、長らくの間その姿を見る事は出来なかった。なお、劇中では「攻撃1号」と呼ばれている。
ゴング（Side Winder）
第2話に登場した、アメリカ陸軍が開発した大型戦闘車両。キャタピラではなく4本の脚で歩行し、2本のマニピュレーターで障害物を除去することができる多脚戦車。全長200mという大きさが仇になり、転落事故に巻き込まれた。
ヘリジェット
ホバージェットで高速飛行できる、ヘリコプターに類すると思われる一種の垂直離着陸機。第2話（陸軍機）・5話（テレビ中継機）、8話（建設会社）、12話、20話（救急）に塗装を変えて再登場している。
太陽号（Sun Probe）
第3話「ロケット“太陽号”の危機」に登場した有人宇宙ロケット。「太陽計画」によって打ち上げられた物で、太陽の成分採取を目的としている。乗員は3名で、先端部を一時的に切り離し、コロナに突入させて成分を採取する。先端部を回収した直後に、太陽エネルギーにシステムを狂わされて逆噴射が不可能になり、太陽に正面衝突しそうになった。その後、第9話「ペネロープの危機」で改良された太陽号が打ち上げに成功した。本国の放映順では第9話の方が先に放映されており、第3話の冒頭の発射シーンは録画放送という設定のため、第9話の後日譚ということになり、太陽号も1機しか存在しないという設定である。
マイティ・アトム（The Mighty Atom）
第6話「原子炉の危機」に登場した、スパイ道具。ネズミの姿をしており、忍び込んだ先で、対象物を写真に収める事ができる。人間の顔を追って写真を撮る構造になっている。変装したフッドによって開発元の政府研究ユニットから奪われ、サンダーバード2号の秘密を得る目的などで用いられたが、人間の顔を追うという構造が災いし、たまたま機内で留守番していたペネロープが本物のネズミだと思い込んで悲鳴をあげる様だけを撮影してしまい、激昂したフッドによって叩き壊された。
大型V-TOL機（EJ-2型）（Thr Vtol Aircraft EJ2）
第7話に登場した、大型の垂直離着陸機。国際スパイ団が使用し、墜落機から脱出した仲間のスパイを収容するために用いられた。第21話では、にせ国際救助隊のメカとして再登場。その際は、2号そっくりの塗装がなされていた。
爆破トラクター（Explosive Tracter）
建設会社のメカとして、第8話に登場。道路建設のための山を切り開くために、ミサイルランチャーを後部に装備している。トラクター部分はヘリジェット同様、再登場する回数が多い。（例:国際救助隊の電波放射器、科学消防車など）
大型道路建設マシーン（The Building Roads Machine）
第8話に登場。走りながら、一度に数車線ある道路を作ることができ、障害物を爆破する大砲も備えている。上記の爆破トラクターを収容でき、住居施設も兼ねている。
舗装道路敷設用大型トラクター（The Road-Building Machine）
26話に登場した原子力大型トラクター。上記マシーンを塗装替え（赤→黄）したもの。
大陸横断高速モノレール（Transcontinental Rocket）
第9話に登場した懸垂式モノレールで、かなりの速度で走る。普通車に加え、食堂車や寝台車も揃えている。第23話で、太平洋モノレールとして再登場した際には7両編成から5両編成へと短くなっている。この時は、手動操縦が出来ない事が仇になった。
センチネル号（The Sentinel）
第10話に登場した、アメリカ海軍の最新鋭ミサイル巡洋艦。前部甲板に多数のミサイル発射台を備え、200ノットで航行可能。応答せず急に進路を変更したサンダーバード2号を敵機と誤解し艦対空ミサイルで攻撃した。後に救助でニューヨークへ向かう4号の輸送に協力。
レッドアロー（Red Arrow）
第11話「超音ジェット機レッドアロー」に登場した高性能戦闘機。1号機・2号機が作られたが、いずれもフッドの陰謀で墜落した。両翼の下にロケットを抱えている。
火星ロケット（Martian Probe）
第14話に登場した大型ロケット。発射台のある基地へ向けて運ばれていたが、輸送中に、あまりの重量ゆえにアーリントン橋が崩落し川に落ちてしまう。
オーシャンパイオニア号（Ocean Pioneer）
第16話に登場した新型原子力タンカー。50万トンクラスの巨体だが、最新鋭の操縦システムによって僅か3人の乗組員で操縦することができる。1世・2世の2隻が建造されたが、2隻とも液体燃料「アルステリン」を満載して地中海を航行中、地中海で犬の餌の原料として培養することを目的に人工的に散布されていた物質「OD 60」とアルステリンが化学反応を起こし、いずれも爆発・沈没してしまった。
AL－4
第21話に名称のみ登場した、超光速で飛行できると言われている飛行機。にせ救助隊の二人組みによって、設計図が盗まれてしまう。
アトランティック号（Atlantic）
第21話・26話に登場した、国連海軍の大型航空母艦。国際救助隊を捜索するために出動した。劇場版にも、海難救助のために登場。
クラブロッガー1号（Crablogger I）
第27話に登場した大型パルプ工場。本体とトレーラー部分で構成される。森林を移動しながら、本体前面のマニピュレーターとチェーンソーで木々を切断して取り込み、製造したパルプをトレーラー部分へ移す。動力は原子力とスーパーガス。日本語吹替版では「クラッブロガー」と発音している。
RTL-2大型輸送機（RTL 2 Transporter）
第28話に登場した、アメリカ空軍の大型輸送機。秘密兵器『ポセイドン』を輸送する任務を帯びていたが、正体不明の戦闘機に3度にわたり撃墜されてしまう。
チャム・チャム（The Cham-Cham）
第28話に登場した機械。ピアノを模した形をしている。楽曲の中に混ぜた暗号文を解読するために、カス・カーナビー・クインテットの編曲者オルセンが使用した。また逆に、暗号を楽曲に混ぜるのにも使用された。しかしブレインズによると、分析できれば、暗号の解読は容易なものらしい。
戦闘機
第28話に登場した、某国の戦闘機。赤い輪を3つ繋げたような紋章を付けている。3度にわたりアメリカ空軍の輸送機RTL-2を撃墜したが、4回目にブレインズが暗号を変更した事により位置を間違えて、マシュー空軍基地の真上に誘導された。
スカイトラスト号（The Skythrust Airliner）
第29話に登場した最新鋭の旅客機。フォルムの特徴としては、機体後部が大きく膨らんでおり、駐車スペースとして用いられている。最大の特徴は、胴体着陸の際に尾翼と同化している燃料タンクがパージされ、上空まで飛行して自爆するシステムである。この仕組みを開発したのがブレインズである。
太陽反射鏡
第30話に登場した、発電用施設。太陽電池とは違い、本体の凹面鏡で太陽光を取り込み、電気エネルギーに変換する機械である。山の上に設置されていたので、雷を引きつけて倒壊。そのはずみで凹面鏡が街を向いてしまい、あわや大惨事になりかけた。
クリスマス・ロケット
第31話に登場したコンテナ搭載型のロケットで、玩具会社がコラルビル子供病院の子供たちのプレゼントを運ぶために使用した。銀行に忍び込んだ泥棒が誤ってコンテナに乗ってしまい、そのまま病院まで飛行した。
宇宙放送局KLA
第32話に登場した、海賊宇宙放送局KLAの有人宇宙船。二人乗り。無許可で活動していたので、位置が把握されずに無人ロケットの爆発に巻き込まれ、地球への落下軌道に入ってしまった。

### 劇中に登場した、重要な場所
ロンドン空港
第1話・7話・11話・29話などに登場。ロンドンタワー（管制塔）がある。ヒースロー空港がモデルとされている。ファイヤーフラッシュ号などの旅客機はもちろん、レッドアローのような軍用機のテスト飛行も行える、巨大な空港である。
ケープケネディ太陽開発センター
第3話に登場。太陽号の打ち上げ場所となったロケット基地。
ピラミッド
第4話に登場。カマニデス王のピラミッドとされていたが、実は内部にZ団の秘密基地があった。この周辺では高性能の天然ガスが採れ、戦闘機の燃料に使われる。銃撃戦の末に、大爆発を起こして消滅した。
トンプソン・ビル
第5話に登場。高さ3,000mのハイパービルディング。ホテル、デパートなど、あらゆる施設があり、「1つの大きな町」と劇中で例えられている。地下駐車場には車1万台が収容できる。駐車場と本施設が6kmも離れているためモノレールで結ばれている。地下駐車場での大火災により、焼け落ちてしまった。管制室はビルのすぐ近くにある。
灌漑用原子ステーション
第6話に登場。オーストラリア、アフリカに建設された動力に原子力を使用する灌漑施設。海水を取り込み、真水に変えて砂漠に流す事により、緑化させる事が目的である。
エンパイア・ステート・ビル
第10話に登場。実在の建物。作中では、立地場所を500m移動させる工事の対象となる。工事の様子を伝えるテレビ実況中継の最中に、地盤沈下により倒壊。
イギリス銀行
第12話に登場。従来のアナログ式の金庫から、金庫を真空状態にする最新システムを導入した金庫に変更したが、（救助活動において）パーカーにヘアピン1本で開けられてしまう。
アーリントン橋
第14話に登場。火星ロケット運搬トレーラーの走行の際、前日の嵐で緩んでいたこととロケットの重量が重なって、崩壊した。
ハドソン・ビル
第17話に登場。米政府の建物。テロ行為により爆破される。
サン・ミゲル橋
第19話に登場。パロマ・サンズ・カーレースでアランに敗れたレーサーが腹いせにアランを呼び出し、爆弾を仕掛けた。
おばあちゃんの家
第19話に登場。ジェフ・トレーシーの母親であるグランマ・トレーシーがトレーシー島に来る前に住んでいた家で、パロマ・サンズ・レース場の近くにある。カリフォルニア州とニューメキシコ州の境に位置しており、同話でアランがこの家を訪ねる。
アナスタ湖
第20話に登場。湖底に沈んでいる神殿に財宝が眠るという伝説がある。フッドの攻撃で、神殿部分の大半が破壊されてしまった。
ガゼル商事
第23話に登場。ジェフの友人である、ウィルバー＝ダンドリッジIII世が社長を務めている会社で、ガゼルを会社のマークとしている。ニューヨークに会社がある。会社のあらゆる設備がオートメーション化されているのが特徴で、「わが社は何でも自動」がモットー。
海上石油採掘ステーション
第26話に登場した、海底の石油をボーリングして採掘する石油プラットフォーム。海軍のミサイルが周辺の海底のガス層を破壊してしまい、そこから火柱が発生した。
パラダイス・ピーク・ホテル
第28話に登場。スイスの山頂にある豪華ホテル。険しい山にあるので、ロープウェイでしか行けない。人気バンドのカス・カーナビー・クインテットもここでコンサートをしている。
国立銀行
第31話に登場。コラルビル子供病院にクリスマス・プレゼントを提供する玩具メーカーのハーマン商会に隣接している。強盗のスコービーとストレイカーが大金庫に盗みに入った。モデルは第二合衆国銀行。

## スタッフ
後にハリウッドで活躍することになる有能な人材が、作品を支えた。
- 製作：ジェリー・アンダーソン
- 監督：ブライアン・バージェス、デイヴィッド・エリオット、デイヴィッド・レイン、デスモンド・サンダース、アラン・パティロ
- 製作補：レッジ・ヒル
- 撮影監督：ジョン・リード
- キャラクター原案：シルヴィア・アンダーソン
- 美術監督：ボブ・ベル
- 特殊効果監督：デレク・メディングス
- 人形操作監督：クリスティーン・グランヴィル、メアリー・ターナー
- 音楽指揮：バリー・グレイ
- 特殊効果/照明：マイケル・ウィルソン、ハリー・オークス
- カメラ操作：ジミー・エリオット、アラン・ペリー、ジェフ・メルドラム、ノエル・ローランド、ゲーリー・コックスオール、テッド・カトラック
- 人形操作：イヴォンヌ・ハンター、ワンダ・ウェブ、キャロリン・ターナー、ジュディス・シャット、アーネスト・シャット
- 人形製作：ジョン・ブラウン、ジョン・ブランドール
- 衣装：エリザベス・コールマン
- 美術監督助手：グレンヴィル・ノット
- 脚本編集：アラン・パティロ
- 映像編集：レン・ウォルター、デイヴィッド・レーン、ピーター・エリオット、ハリー・マクドナルド、ハリー・レジャー
- 音響監修：ジョン・ペヴェリル
- 脚本監修：ジェリー&シルヴィア・アンダーソン
- 脚本：ジェリー&シルヴィア・アンダーソン、トニー・バーウィック、マーティン・クランプ、アラン・フェネル、アラン・パティロ、ドナルド・ロバートソン、デニス・スプーナー

第2特撮スタッフ
- 監督：ブライアン・ジョンコック、イアン・スクーネス、ジミー・エリオット、ショーン・ウィッテカー＝クック
- 照明：ハリー・オークス
- カメラ操作：ジョン・フォーリー、ゲーリー・コックスオール
- 音響編集：ブライアン・ヒッキン、ジョン・ビートン、トニー・レニー、ノーマン・コール、ピーター・ペネル
- 音声編集：ロイ・ラフベリー
- 小道具：アーサー・クリップス
- 音響：モーリス・アスキュー、ジョン・テイラー、ケン・スクリヴェナー
- 制作：APフィルムズ テレビジョン・プロダクション
- 提携：アソシエーテッド・テレビジョン（ATV）
- 配給：インコーポレーテッド・テレビジョン・カンパニー（ITC）

日本語吹替版制作スタッフ
- 演出：加藤敏
- 翻訳：木原たけし
- 制作：東北新社

## 日本での放送
| 放送期間                       | 放送局                              | 放送時間            | 放送回       | 放送形態                          |
| ------------------------------ | ----------------------------------- | ------------------- | ------------ | --------------------------------- |
| 1966年4月10日 - 1967年4月2日   | NHK総合テレビ                       | 日曜 18:00-18:50    | 50分×48回    | 全32話+16回の再放送               |
| 1967年7月15日 - 1968年10月5日  | TBS                                 | 土曜 16:30-17:30    | 60分×61回    | 1-29話→主題歌変更で全32話         |
| 1970年1月5日 - 1971年1月31日   | 東京12チャンネル （現・テレビ東京） | 土曜 19:00-19:56    | 56分×54回    | 全32話+22回の再放送               |
| 1974年7月4日 - 1974年9月27日   | 東京12チャンネル （現・テレビ東京） | 金曜 17:00-17:30    | 30分×65回    | 全32話（前後編）＋再編集最終回    |
| 1974年10月4日 - 1975年9月26日  | 東京12チャンネル （現・テレビ東京） | 金曜 16:55-17:25    | 30分×65回    | 全32話（前後編）＋再編集最終回    |
| 1980年3月1日 - 1981年4月11日   | TBS                                 | 土曜 07:00-07:30    | 30分×58回    | 1-29話（前後編）                  |
| 1987年10月6日 - 1988年3月29日  | フジテレビ                          | 火曜 25:05-26:00    | 55分×24回    |                                   |
| 1992年4月2日 - 1993年9月30日   | テレビ東京                          | 木曜 18:30-19:00    | 30分×64回    | 全32話（前後編）                  |
| 2003年4月13日 - 2004年3月28日  | NHK教育テレビ                       | 日曜 19:00-19:25    | 25分×64回    | 全32話（前後編）                  |
| 2004年4月8日 - 2004年7月8日    | NHK教育テレビ                       | 木曜 24:25-24:50    | 25分×64回    | 全32話（前後編）                  |
| 2004年10月18日 - 2005年3月21日 | NHK教育テレビ                       | 月曜 01:00-04:24    | 25分x8回x8回 | 全32話（前後編）                  |
| 2015年8月20日 - 2015年8月21日  | NHK総合テレビ                       | 木金 00:10-01:02    | 約50分x2回   | 吹替残存箇所のみを 50分ほどで放送 |
| 2015年8月29日                  | NHK総合テレビ                       | 土曜 16:20-17:11    | 約50分x1回   | 吹替残存箇所のみを 50分ほどで放送 |
| 2015年9月21日 - 2015年9月23日  | NHK総合テレビ                       | 月-木 14:00-14:50頃 | 約50分x3回   | 吹替残存箇所のみを 50分ほどで放送 |
| 2016年3月3日 - 2016年3月31日   | NHK総合テレビ                       | 木曜 深夜           | 50分弱x4回   | 吹替残存箇所のみを 50分ほどで放送 |
| 2021年12月30日 - 2022年1月18日 | TOKYO MX                            | 火曜 19:00-20:00    | 60分x6回     | 吹替＋字幕の完全版                |

- 1966年にNHK総合で50分番組として初放送された。
- TBSテレビ（当時東京放送）での1967年の最初の放送時は、当時、当作品のプラモデルのライセンス生産を行っていた今井科学株式会社の1社協賛で放送されていた。
- その後1970年から1981年にかけて、民放で再放送が繰り返される[39] が、初放送時と異なる点が散見される。
  - 30分番組用に1つの話を前後編に分ける。
  - エピソード名を変更。
- 1980年代以降もスーパーチャンネル（現：スーパー!ドラマTV） 等で再放送されて、1999年には「サンダーバード完全版」として（スーパーチャンネル時代に）一挙放送も行われた[注 37]。
- 1987年10月から1988年3月にはフジテレビの深夜枠の「JOCX-TV2」での『レトロTV I』において「SKOAL 青春劇場」（提供は、「サンスター」）で放送された（放送時間は、放送日の番組編成により、変動していた）。放送順はオリジナル、NHK総合での初回放送順とは異なり、日本語のエピソード名も若干異なる。本編放送前に「Club25」と題し、-25度の冷凍倉庫内に造ったスタジオセット内で収録の小倉久寛、田村麻実 他 出演の、ミニコーナーを放送。（スポンサーのサンスターの口臭防止剤「SKOAL」のCMの表現方法を模したもので、「サンダーバード」とは何も関係ないもの）（第1回目放送のオープニング、エンディングは「英語版（Copyright 1980）」と、エンディングには「日本語版」の主題歌でのオープニングの途中迄を放送。その後の放送回では、オープニングは「日本語版」、エンディングには「英語版（Copyright 1980）」が途中迄放送された）
- 1992年4月から1993年9月までにはテレビ東京で30分番組として放送されたが、この時のオープニングは映像を変えた他、主題歌の編曲が異なる（「オープニング」の項参照）。またエピソード名も一部変更した。
- 2003年には、イギリスでDVD用にデジタルリマスターされた映像を用いた放送がNHK教育テレビで行われた。オープニングのカウントダウンの前には5秒ほど日本語のロゴが表示される映像が表示されたほか、その最後の爆発の場面では中田浩二によるナレーションが追加された。オープニングの登場人物紹介では海外用のフィルム[注 38]が使用され、全て日本語で登場人物名、役割、および吹替声優のテロップが挿入された[40]。さらに25分の2分割の放送であったため後編の冒頭に前編のあらすじが挿入され、こちらもナレーションは中田浩二が担当した。エンディングはオリジナルの1号から5号までが早回し気味で使用され、内容も1号：レギュラーキャストのオープニングに登場しない人物の吹替声優、2号：ゲストの吹替声優、3号、オリジナル・スタッフ、4号：日本語版スタッフ、5号：オープニングの冒頭と同じ「サンダーバード」と「終」となっていた。
- 2013年1月26日からは、新たにHDスキャンと上下カット処理による16:9サイズ化を施した英国版ブルーレイの映像を用いた「サンダーバード完全版 HDリマスター版」がスーパー！ドラマTVで放送された。同じマスターを使用したものは2015年秋にスターチャンネルでも放送されている。
- 2015年夏には『サンダーバード Are Go』放送前の特番「サンダーバード 選」としてNHKデジタル総合で「ジェット“モグラ号”の活躍」「宇宙放送局の危機」「海上ステーションの危機」「湖底の秘宝」「ピラミッドの怪」「超音ジェット機レッドアロー」の6本が放送された。この放送枠の前後にはそれぞれ解説が付けられていた（ナレーション：星野健一）[41][42]。またこの放送では地上波では初めて16:9版の映像が用いられた。後に2016年3月には毎週木曜の午前0時・1時代に「宇宙放送局の危機」「海上ステーションの危機」「超音ジェット機レッドアロー」「ジェット“モグラ号”の活躍」の4本がセレクション放送された[43]。
- 2017年に日本版ブルーレイと同じオリジナル画面比率4:3の映像を使った放送がスーパー！ドラマTVで初めて行われた。まず3月4日と5日の「「スーパー！ドラマ クラシック」サービス開始記念！ 第1話見せますSP」での「SOS原子旅客機」が放送され、3月19日から全話が放送された[44]。それ以降の同局での放送は二ヶ国語版・字幕版ともにこの映像が用いられていたが、2022年9月13日からの放送では再び16:9版が使用されている[45]。
- 2021年に4:3版の映像の放送が『サンダーバード55/GoGo』に伴う2021年秋からの長期特集でスターチャンネルでも初めて行われた[46]。
- 2021年末から翌月にかけて、TOKYO MXにて「SOS原子旅客機」「ニューヨークの恐怖」「死の谷」「原子力機・ファイアーフラッシュ号の危機」「情報員MI.5」「すばらしいクリスマス・プレゼント」の6本が放送された。最初の三回は不定期放送[47]。16:9版の映像で、吹替が存在しない箇所は原語音声＋日本語字幕となるノーカット完全版での放映となり、またCMもオープニング直後の1回のみでそれ以外は全く入らなかった。エンディング後に西川貴教が『サンダーバード55/GoGo』を宣伝するスポット映像が流された[48]。

| NHK総合 日曜18:00枠 | NHK総合 日曜18:00枠                              | NHK総合 日曜18:00枠     |
| 前番組              | 番組名                                           | 次番組                  |
| ------------------- | ------------------------------------------------ | ----------------------- |
| 少年映画劇場        | サンダーバード （1966年4月10日 - 1967年4月30日） | 少年映画劇場 森林警備隊 |

| テレビ東京系 木曜18:30枠 | テレビ東京系 木曜18:30枠                        | テレビ東京系 木曜18:30枠 |
| 前番組                   | 番組名                                          | 次番組                   |
| ------------------------ | ----------------------------------------------- | ------------------------ |
| ジャンケンマン           | サンダーバード （1992年4月2日 - 1993年9月30日） | 楽しいウイロータウン     |

| NHK教育 日曜19:00枠  | NHK教育 日曜19:00枠                              | NHK教育 日曜19:00枠 |
| 前番組               | 番組名                                           | 次番組              |
| -------------------- | ------------------------------------------------ | ------------------- |
| すくすくネットワーク | サンダーバード （2003年4月13日 - 2004年3月28日） | トップランナー      |

| NHK教育 木曜0:00枠       | NHK教育 木曜0:00枠                                                             | NHK教育 木曜0:00枠                         |
| 前番組                   | 番組名                                                                         | 次番組                                     |
| ------------------------ | ------------------------------------------------------------------------------ | ------------------------------------------ |
| ロズウェル・星の恋人たち | 十二国記 0:00 - 0:25サンダーバード 0:25 - 0:50 （2004年4月8日 - 2004年7月8日） | 十二国記 0:00 - 0:25プラネテス 0:25 - 0:50 |

| TOKYO-MX1系 火曜19:00枠                                    | TOKYO-MX1系 火曜19:00枠                         | TOKYO-MX1系 火曜19:00枠 |
| 前番組                                                     | 番組名                                          | 次番組                  |
| ---------------------------------------------------------- | ----------------------------------------------- | ----------------------- |
| 闘神機ジーズフレーム 19:00 - 19:30空手バカ一代 19:00-20:00 | サンダーバード （2022年1月4日 - 2022年1月18日） | トムとジェリー          |

## 音楽

### オープニング
オリジナル版では、バリー・グレイ作曲によるメインテーマ（インストゥルメンタル）が使用された。
1966年のNHK本放送版（日本での初放送）でもオリジナル版同様に、バリー・グレイによるメインテーマ（インストゥルメンタル）が使用された。
1967年のTBSでの放送から、メインテーマに日本語の歌詞（作詞・滝田順）をつけた日本オリジナルのボーカル曲として、ロイヤル・ナイツとビクター少年合唱隊による「サンダーバードの歌」（日本ビクター）が使用された。メインテーマはオリジナルに使用されている部分がAメロで、ボーカルの部分がBメロとCメロに当たり、"A-B-C-B-A"という曲構成からなる。このうち、"B-C-B"のいわゆる、日本語ボーカルパートのみを録音した楽曲は『センチュリー21マーチ』というタイトルが後に付けられている。後の実写版や『～ARE GO』ではAメロのみが主にフィーチャーされている。なお、このバージョンはテープの劣化などからCD化は絶望視されていたが、2014年、デジタルリマスター版がiTunesなどで配信開始された。
1967年には、ハニー・ナイツによるカバーが発売された（東芝EMI）が、これはテレビ放送では使用されていない。
1980年・TBSの日本語版再放送では、松山祐士編曲、ミュージッククリエイションと杉並児童合唱団歌唱によるカバー（東芝レコード）が使用された。この主題歌レコードには、TV版音声の再編集によるオーディオドラマ（ロケット太陽号のエピソード）が併録されている。
1992年・テレビ東京の日本語版再放送では、バンダイミュージックシンガーズによるカバー（アポロン）が使用された。シングルとして市販されたものには、NHK版のオープニングもボーナストラックとして収録された（ただし、音源のソノシートの状態が悪く、一部音質の悪い部分があった）。

### 劇伴
オープニング曲のみならず、本作を含めたバリー・グレイによる「サウンドトラック（劇伴）」用スコアはマスターテープと共に長らく行方不明になってしまっていたため 、厳密な意味でのオリジナル版に準拠した演奏ができなくなっていたが、近年マスターテープとスコアが揃って発見。以後、これを管理するバリー・グレイ協会からスコアが貸し出しされればオリジナル完全準拠の演奏が可能となった。
また、同時に発見されたグレイのマスターテープを利用したオリジナル・サウンドトラックCDが1998年の『スーパーカー (人形劇)』と『宇宙船XL-5』のセット、『スペース1999』第1シリーズのものを歯切りとして、発売されている。本作の一般向けCDは2003年に1種類、2004年に2種類、2020年に1種類、それぞれシルヴァ・スクリーン・レコードから発売されている他、ファンダーソン会員限定の4枚組CDが2015年に発売されている。詳細は本項のCD節を参照のこと。
2015年には、テーマ曲（オリジナル・日本語版の両方）を含めサウンドトラックから抜粋した代表的な楽曲を、前述したオリジナルスコアに準拠した形で演奏。（演奏：東京ガーデン・オーケストラ　日本語版カバー　IL DEVU / TOKYO-FM少年合唱団）翌2016年4月13日にこれら代表曲を収録したCDが日本コロムビアから世界初のオリジナルスコアによる最新録音盤としてリリースされ（演奏：東京ガーデン・オーケストラ、指揮：広上淳一）、2016年4月16日にはCD発売を記念した演奏が同オケにより行われた（ファンタジー・フィルム・スペクタキュラー2016、指揮：榊真由）。

## 放送リスト
- 日本の放送日はNHK初回分、再放送邦題はTBS初回分、英国の放送日は初回分。
- スーパー!ドラマTV『サンダーバード完全版 HDリマスター版』でのエピソード名はNHK版と同じだが、放送順は英国と同じである[53]。

| 制作 番号 | 英国初回 放送話数 | 英国版 DVD話数 | NHK 話数 | TBS 話数 | NHK邦題                                 | 再放送邦題                      | 原題                      | 英国初回 放送日 | 日本初回 放送日 | 監督                                            | 脚本                               | ゲスト声優 |
| --------- | ----------------- | -------------- | -------- | -------- | --------------------------------------- | ------------------------------- | ------------------------- | --------------- | --------------- | ----------------------------------------------- | ---------------------------------- | --- |
| 1.01      | 1.01              | 1.01           | 1        | 1        | SOS原子旅客機                           | 国際救助隊出動                  | Trapped in the Sky        | 65年9月30日     | 66年4月10日     | アラン・パティロ                                | ジェリー&シルヴィア・ アンダーソン | 岡部政明、肝付兼太、小林清志、 北村弘一、若尾義昭、寺島幹夫 塚田正昭、中山輝夫、菊地宏子 起田志郎                                                         |
| 1.02      | 1.02              | 1.02           | 2        | 2        | ジェット“モグラ号”の活躍                | ジェット“モグラ号”の活躍        | Pit of Peril              | 65年10月7日     | 66年4月24日     | デスモンド・サンダース                          | アラン・フェネル                   | 真木恭介、岡部政明、杉浦宏策、 嶋俊介、堀勝之祐、飯塚昭三、他                                                                                             |
| 1.04      | 1.11              | 1.04           | 3        | 3        | ロケット“太陽号”の危機                  | ロケット“太陽号”を救え          | Sun Probe                 | 65年12月9日     | 66年5月1日      | デイヴィッド・レイン                            | アラン・フェネル                   | 国坂伸、原田一夫、多田幸雄 関登美雄、村松康雄、納谷六朗 高橋英夫                                                                                          |
| 1.05      | 1.10              | 1.05           | 4        | 27       | ピラミッドの怪                          | ピラミッド爆破作戦              | The Uninvited             | 65年12月2日     | 66年5月8日      | デスモンド・サンダース                          | アラン・フェネル                   | 内海賢二、国坂伸 |
| 1.03      | 1.15              | 1.03           | 5        | 12       | 世界一のビルの大火災                    | 炎の海から救出せよ              | City of Fire              | 66年1月6日      | 66年5月15日     | デイヴィッド・エリオット                        | アラン・フェネル                   | 千葉耕市、園田昌子、森川正太 伊藤克、野田圭一、成瀬麗子 富山敬、作間功                                                                                    |
| 1.06      | 1.14              | 1.06           | 6        | 21       | 原子炉の危機                            | 放射能の恐怖                    | The Mighty Atom           | 65年12月30日    | 66年5月22日     | デイヴィッド・レイン                            | デニス・スプーナー                 | 水鳥鐵夫、井上真樹夫、大宮悌二 文部おさむ、八奈見乗児、明石一、他                                                                                         |
| 1.08      | 1.12              | 1.08           | 7        | 14       | 原子力機・ ファイアーフラッシュ号の危機 | SOS原子旅客機                   | Operation Crash-Dive      | 65年12月16日    | 66年5月29日     | デスモンド・サンダース                          | マーティン・クランプ               | 小林清志、大矢兼臣、村瀬正彦 城山堅、村松康雄、野田圭一 岡部政明、中曽根雅夫、高橋英夫                                                                    |
| 1.14      | 1.09              | 1.14           | 8        | 17       | 死の谷                                  | 死の谷                          | End of the Road           | 65年11月25日    | 66年6月5日      | デイヴィッド・レイン                            | デニス・スプーナー                 | 北町嘉朗、和田文夫、青野武 仲木隆司、肥土尚弘 |
| 1.12      | 1.03              | 1.12           | 9        | 15       | ペネロープの危機                        | ペネロープ危機一髪              | The Perils of Penelope    | 65年10月14日    | 66年6月12日     | アラン・パティロ & デスモンド・サンダース       | アラン・パティロ                   | 中村正、原孝之、森山周一郎、他 |
| 1.13      | 1.04              | 1.13           | 10       | 16       | ニューヨークの恐怖                      | 恐怖のニューヨーク              | Terror in New York City   | 65年10月21日    | 66年6月19日     | デイヴィッド・エリオット & デイヴィッド・レイン | アラン・フェネル                   | 宮田光、富山敬、富田耕吉 石森達幸、高橋英夫、安田隆 篠原大作、平野昇                                                                                      |
| 1.16      | 1.05              | 1.16           | 11       | 4        | 超音ジェット機 レッドアロー             | 超音ジェット機 “レッドアロー”   | Edge of Impact            | 65年10月28日    | 66年7月3日      | デスモンド・サンダース                          | ドナルド・ロバートソン             | 池田忠夫、村瀬正彦、堀勝之祐 平野元、宮部昭夫、納谷六朗 北村弘一、富山敬、平山淑子                                                                        |
| 1.07      | 1.13              | 1.07           | 12       | 5        | 死の大金庫                              | 死の大金庫を破壊せよ            | Vault of Death            | 65年12月23日    | 66年7月10日     | デイヴィッド・エリオット                        | デニス・スプーナー                 | 矢田耕司、雨森雅司、他 |
| 1.10      | 1.24              | 1.10           | 13       | 6        | 火星人の来襲                            | 救助隊の秘密を守れ              | Martian Invasion          | 66年3月17日     | 66年7月17日     | デイヴィッド・エリオット                        | アラン・フェネル                   | 槐柳二、保科三良、村越伊知郎 山田康雄、仲村秀生、木谷省三 井上真樹夫、泉千恵子、小関一 たてかべ和也、文部おさむ                                           |
| 1.15      | 1.06              | 1.15           | 14       | 18       | 火星ロケットの危機                      | 4号ミサイルを発射せよ           | Day of Disaster           | 65年11月4日     | 66年7月24日     | デイヴィッド・エリオット                        | デニス・スプーナー                 | 寺島幹夫、市川治、仁内達之 仲村秀生、高橋英夫、村松康雄 仲木隆司、長浜藤夫                                                                                |
| 1.24      | 1.23              | 1.24           | 15       | 7        | 大ワニの襲撃                            | 大ワニを倒せ                    | Attack of the Alligators! | 66年3月10日     | 66年7月31日     | デイヴィッド・レイン                            | アラン・パティロ                   | 高塔正翁、館敬介、藤野節子 井上和行、加藤精三 |
| 1.22      | 1.19              | 1.22           | 16       | 22       | オーシャンパイオニア号の危機            | 地中海の怪電波                  | Danger at Ocean Deep      | 66年2月3日      | 66年8月7日      | デスモンド・サンダース                          | ドナルド・ロバートソン             | 千葉順二、緑川稔、藤本譲 阪脩、松岡文雄、永井玄哉 朝戸鉄也、根本好章、香山裕 明石一                                                                       |
| 1.18      | 1.07              | 1.18           | 17       | 23       | スパイにねらわれた原爆                  | ねらわれた原爆                  | 30 Minutes after Noon     | 65年11月11日    | 66年8月14日     | デイヴィッド・エリオット                        | アラン・フェネル                   | 家弓家正、内海賢二、安田隆久 塩見竜介、野田圭一、桑原たけし 中島元、丸山詠二、鹿島信哉 市村昌治、鈴木泰明、二見忠男 花形恵子、田端明彦                    |
| 1.26      | 1.26              | 1.26           | 18       | 9        | 秘密作戦命令                            | 小さな侵入者                    | Security Hazard           | 66年3月31日     | 66年8月28日     | デスモンド・サンダース                          | アラン・パティロ                   | 筈見純、喜多道枝、北町史郎 和田文夫、青野武、仲木隆司 国坂伸、原田一夫、多田幸雄 古井敏郎、小林清志、市川浩 北村弘一、宝達晃一、仲村秀生 寺島幹夫、市川治 |
| 1.09      | 1.20              | 1.09           | 19       | 24       | オートレーサー・アランの危機            | レーサー・アラン危うし          | Move–and You’re Dead      | 66年2月10日     | 66年9月4日      | アラン・パティロ                                | アラン・パティロ                   | 小林修、椎原邦彦、飯塚昭三 野沢那智、桑原毅、沢田敏子 |
| 1.17      | 1.08              | 1.17           | 20       | 8        | 湖底の秘宝                              | アナスタ湖の秘宝                | Desperate Intruder        | 65年11月18日    | 66年9月11日     | デイヴィッド・レイン                            | ドナルド・ロバートソン             | 河村弘二、中曽根雅夫 |
| 1.19      | 1.16              | 1.19           | 21       | 29       | にせ者にご注意                          | 秘密隊員の活躍                  | The Impostors             | 66年1月13日     | 66年9月18日     | デスモンド・サンダース                          | デニス・スプーナー                 | 外山高士、細井重之、槐柳二 沼波輝枝、他 |
| 1.23      | 1.21              | 1.23           | 22       | 19       | 公爵夫人の危機                          | 公爵夫人を救え                  | The Duchess Assignment    | 66年2月17日     | 66年9月25日     | デイヴィッド・エリオット                        | マーティン・クランプ               | 遠藤晴、高城淳一、西桂太 今西正男、安田隆久、石森達幸 矢田耕司、仲木隆司、諏訪孝二 大森正代、柴山さと子 岡部政明、肝付兼太                                |
| 1.11      | 1.22              | 1.11           | 23       | 26       | 恐怖のモノレール                        | 死のモノレール                  | Brink of Disaster         | 66年2月24日     | 66年10月2日     | デイヴィッド・レイン                            | アラン・フェネル                   | 勝田久、大塚周夫、山田康雄、他 |
| 1.21      | 1.18              | 1.21           | 24       | 13       | 危険な遊び                              | スパイ衛星の謎                  | Cry Wolf                  | 66年1月27日     | 66年10月9日     | デイヴィッド・エリオット                        | デニス・スプーナー                 | 小山契、橋本隆之、村瀬正彦 吉沢久嘉、阪脩、富山敬 |
| 1.20      | 1.17              | 1.20           | 25       | 10       | 情報員MI.5                              | 秘密諜報員MI･5                  | The Man from MI.5         | 66年1月20日     | 66年10月16日    | デイヴィッド・レイン                            | アラン・フェネル                   | 椎原邦彦、伊海田弘、村越伊知郎 原田一夫、北村弘一、沢田敏子                                                                                               |
| 2.01      | 2.01              | 2.01           | 26       | 28       | 海上ステーションの危機                  | 隊長ただ今休暇中                | Atlantic Inferno          | 66年10月2日     | 66年10月23日    | デスモンド・サンダース                          | アラン・フェネル                   | 納谷悟朗、北町史郎、内海賢二 矢田耕司、岡部政明、丸山詠二 朝戸鉄也、他                                                                                    |
| 2.02      | 2.02              | 2.02           | 27       | 25       | クラップロガーの 暴走                   | 大暴走                          | Path of Destruction       | 66年10月9日     | 66年10月30日    | デイヴィッド・エリオット                        | ドナルド・ロバートソン             | 寺島幹夫、嶋俊介、富山敬 塚田正昭、水鳥鐵夫、二見忠男 中原郁江、筈見純、上田敏也                                                                          |
| 1.25      | 1.25              | 1.25           | 28       | 31       | 魅惑のメロディ                          | 危険なメロディ                  | The Cham-Cham             | 66年3月24日     | 66年11月6日     | アラン・パティロ                                | アラン・パティロ                   | 小林清志、羽佐間道夫、中曽根雅夫 島宇志夫、千葉耕市、城山堅 高橋英夫、他                                                                                  |
| 2.03      | 2.03              | 2.03           | 29       | 30       | 恐怖の空中ファッションショー            | ファッションモデル・ペネロープ  | Alias Mr. Hackenbacker    | 66年10月16日    | 66年11月13日    | デスモンド・サンダース                          | アラン・パティロ                   | 桑原毅、村松康雄、森ひろ子 青野武、八奈見乗児 小林清志、緑川稔、他                                                                                        |
| 2.04      | 2.04              | 2.04           | 30       | 32       | 太陽反射鏡の恐怖                        | 太陽反射鏡の恐怖                | Lord Parker’s ’Oliday     | 66年10月23日    | 66年11月20日    | ブライアン・バージェス                          | トニー・バーウィック               | 吉沢久嘉、納谷六朗、神山卓三 宮内幸平、他 |
| 2.06      | 2.06              | 2.06           | 31       | 20       | すばらしい クリスマス・プレゼント       | すてきな クリスマス・プレゼント | Give or Take a Million    | 66年12月25日    | 66年11月27日    | デスモンド・サンダース                          | アラン・パティロ                   | 白川澄子、小林清志、堀勝之祐 野村道子、穂積隆信、作間功 富山敬、大塚周夫、高橋英夫、他                                                                    |
| 2.05      | 2.05              | 2.05           | 32       | 11       | 宇宙放送局の危機                        | 宇宙放送局KLA                   | Ricochet                  | 66年11月6日     | 66年12月4日     | ブライアン・バージェス                          | トニー・バーウィック               | 近石真介、肝付兼太、小関一 翠準子、村越伊知郎、文部おさむ                                                                                                 |

50周年記念エピソード
| 制作順 | 話数 | 邦題               | 原題                        | 監督                     | 脚本                                            |
| ------ | ---- | ------------------ | --------------------------- | ------------------------ | ----------------------------------------------- |
| 2      | 1    | サンダーバード登場 | Introducing Thunderbirds    | ジャスティン・T・リー    | アラン・フェネル                                |
| 1      | 2    | 雪男の恐怖         | The Abominable Snowman      | スティーブン・ラリビエー | デスモンド・サンダース & デイヴィッド・グレアム |
| 3      | 3    | 大豪邸、襲撃       | The Stately Homes Robberies | デイヴィッド・エリオット | アラン・フェネル & ジム・ワトソン               |

## ソフト

### LD
全てはバンダイビジュアル（現：バンダイナムコフィルムワークス）から発売された。 
- サンダーバード ITCメモリアルボックス Part 1、発売日：1990年12月17日
- サンダーバード ITCメモリアルボックス Part 2、発売日：1991年6月27日

”ITCメモリアルボックス”に全4巻に分けてバンダイビジュアルから発売された。各ボックスアートは開田裕治のイラストを使用。
- サンダーバード IRボックス Part 1、Part 2、発売日：1992年10月22日
- サンダーバード IRボックス Part 3、Part 4、発売日：1992年11月21日

### DVD
- 【DVD】サンダーバード メモリアルボックス Part 1、発売日：1998年5月25日
- 【DVD】サンダーバード メモリアルボックス Part 2、発売日：1998年5月25日
- サンダーバード コンプリートボックス PARTI [DVD]、発売日：2002年3月28日
- サンダーバード コンプリートボックス PART2 [DVD]、発売日：2002年6月27日
- サンダーバード [DVD] 単体 15巻、発売日：2004年-2005年
- サンダーバード DVD-BOX、発売日：2016年5月11日

### Blu-ray
- サンダーバード ブルーレイ・コレクターズBOX（初回生産限定）[Blu-ray]、発売日：2013年2月27日
- サンダーバード Blu-ray BOX、発売日：2016年5月11日

### CD
英シルヴァ・スクリーンから大きく分類し四組が一般向けに、アンダーソン夫妻のファンクラブファンダーソンから会員限定のもの二組のサウンドトラックCDが発売されている。
シルヴァ・スクリーン
ファンダーソン

## 漫画
- 幼稚園（小学館）
  - 1966年9月号・10月号（作画：行山諄）
  - 1966年11月号（作画：太田かおる）
  - 1966年12月号 - 1967年3月号（作画：西田幸司）
- 小学一年生（小学館、1966年9月号 - 1967年3月号、作画：井上英沖）
- 小学二年生 1966年12月号「これがサンダーバードひみつきち」（松永教治）
- 小学四年生（小学館、1967年11月号 - 1968年2月号、作画：井上英沖）
  - 1967年10月号「カラー図解 これがサンダーバードだ」（文：大伴昌司、絵：渡辺正美）
  - 1968年9月号「これがサンダーバード6号だ!!」（文：豊田有恒、絵：渡辺正美）
- よいこ（小学館）
  - 1967年10月号（作画：岡崎甫雄、飯野勝美）
  - 1967年10月号 - 1968年1月号（作画：宮坂栄一）
- 小学館の絵文庫コミックシリーズ サンダーバード1（小学館、1966年、文：高橋克雄、絵：渡辺正美）
- 増刊TBSコミックス（梅田プロデュースセンター）
  - 1968年4月号「白い恐怖」、「サンダーバード危うし」（作画：井上英沖）
  - 1968年5月号「古城の秘密」（作画：井上英沖）
  - 1968年8月号「湖底の神殿」（作画：井上英沖）

## ドラマCD
1992年にドラマCD「サンダーバード秘密基地セット」が5枚組（ドラマCD3枚+サウンドトラック1枚+CDビデオ1枚）発売された。いずれもテレビシリーズのエピソードの再演で、「SOS原子旅客機」、「ニューヨークの恐怖」、「秘密作戦命令」の3話（いずれもNHK邦題）が選ばれている。国際救助隊の声優陣には可能な限りテレビシリーズと同じキャストを集めているが、一部は変更されている。また音楽も前述の通りオリジナル音源がマスターテープ紛失のため使えず新たに録音されたものが使用されている。
「秘密作戦命令」のディスクにはボーナストラックとして収録に参加したオリジナルキャスト（小沢、中田、宗近、大泉、里見）が『サンダーバード』出演当時を振り返る「出演者による思い出のエピソード」が収録。
キャスト
- ジェフ・トレーシー - 小沢重雄
- スコット・トレーシー - 中田浩二
- バージル・トレーシー - 宗近晴見
- ブレインズ - 大泉滉
- ミンミン - 里見京子
- ジョン・トレーシー - 堀川亮
- ゴードン・トレーシー - 中村大樹
- アラン・トレーシー - 関俊彦
- キラノ - 嶋俊介
- ペネロープ - 高島雅羅
- パーカー - 鈴木清信
- フッド - 大塚明夫
- ロンドンタワー所長 - 原田一夫
- ファイアー・フラッシュ号機長 - 大塚芳忠
- ファイアー・フラッシュ号副機長 - 荒川太郎
- ロンドンタワー管制官A - 梅津秀行
- ロンドンタワー管制官B - 梁田清之
- メディングス中尉 - 金丸淳一
- ロンドンタワー場内アナウンス - 安藤ありさ
- スチュワーデス - 白石文子
- ネッド・コック - 玄田哲章
- ジョー - 桜井敏治
- センチネル号艦長 - 川久保潔
- センチネル号士官 - 梁田清之
- 係官A - 三木眞一郎
- アナウンサー - 梅津秀行
- チップ - 高山みなみ
- モリソン - 秋元羊介

キャスティング協力 - 81プロデュース
| 制作スタッフ - プロデューサー - 峰松毅（バンダイビジュアル）、鈴木敏充（アートミック） - 監修 - 柿沼秀樹（ダーツ） - 脚本 - 柿沼秀樹（SOS原子旅客機）、神崎潤（ニューヨークの恐怖）、川守田游（秘密作戦命令） - 音響プロデューサー - 中野徹 - 音響監督 - 岩浪美和 - 音楽 - 湯川徹 - 音響効果 - 佐々木純一（アニメサウンドプロダクション） - 録音調整 - 名倉靖（アバコクリエイティブスタジオ）、石高幹士（神保町スタジオ） - 録音スタジオ - （A/R）アバコクリエイティブスタジオ、（D/B）神保町スタジオ - 音響制作 - HALF H・P - 制作協力 - 東北新社 - 共同制作 - ARTMIC、DARTS | BGMレコーディングスタッフ - 編曲・コンダクター - 湯川徹 - エンジニア - 田村雅典（ビクターST.） - アシスタントエンジニア - 中川直彦（アバコST.）、古川建司（アバコST.）、武田幸治（アバコST.）、山口靖（アバコST.） - マスターリングエンジニア - 三好玲子（スタジオ東急ファン） |

## サンダーバードの影響を受けた人物・事物
本作は以降の日本のSF作品へも大きな影響を及ぼした。その範囲は、非営利の民間組織が救助活動を行うという作品設定に始まり、メカニックの役割分担（色分け）や「秘密基地」のコンセプト、発進シーンに代表されるミニチュアワーク、人形の操演技術、BGMの使い方のセンス等々、多岐にわたる。例えば『ウルトラセブン』においても、企画書の段階から本作の名を挙げて、防衛チームの基地やメカニックをより魅力的に見せるよう謳っている記述がある。以下にはパロディー等も含めて、サンダーバードの影響が顕著と見られるものを挙げる。アニメ・特撮・人形劇については、他のアンダーソン作品の影響も受けたものが多いため「ジェリー・アンダーソン」の項も併せて参照のこと。

### 玩具など
- 今井科学 - 初回放送当時、爆発的人気となったサンダーバード各機や秘密基地のプラモデルの発売元。
- 小松崎茂 - 今井科学のプラモデルのボックスアート（箱絵）を多数手がけた画家・イラストレーター。プラモデルは箱絵も含めて、本作の人気を大きく後押しした。
- 有馬玩具博物館 - オリジナルのパーカー人形を展示。
- 青島文化教材社（アオシマ） - プラモデルの発売元。旧イマイ製の金型を受け継ぎ再発売している。箱絵は小松崎茂のイラストを使用している。
- 坂本健二 - 人形造形師、サンダーバード人形レプリカ作家。2001年12月にスコット・トレーシーのレプリカ人形を限定75体で発売。以降、多くの展示会、CMなどに作品を提供。近年では、2012年4月の協和発酵キリンのサンダーバードキャンペーン、2012年5月のサンダーバード・カフェ（東京都千代田区）などにも利用されている。2020年12月にはスコット・トレーシーとバージル・トレーシーのレプリカ人形を各15体ずつ発売[64][65]。

### 映像作品
- アイドル防衛隊ハミングバード - 吉岡平のライトノベル。グループ名やキャラクターの名字、専用搭乗機の名称は全て本作に由来する。
- ウルトラシリーズ - 前述のように地球防衛チームの設定・演出に多大な影響が見られる。特に『ウルトラセブン』からは、前作『ウルトラマン』にはなかった、地球防衛チームの基地内での戦闘機の精密な描写がされるようになった。
- Xボンバー - 日本製の特撮人形劇。日本の人形劇ではパペットが主流な中、本作と同様にマリオネットを使用した数少ない作品。
- 科学救助隊テクノボイジャー - 本作のアニメ版として企画されたアニメーション作品。
- 空中都市008 - 小松左京原作で、NHK制作の連続人形劇。和製サンダーバードと云われ、エアカー、HSST、ウルトラHSST、アイオノクラフトなどのメカが登場した。
- 刑事モース - 第6期第2話（Case 25）にSF特撮人形劇シリーズ『ムーン・レンジャーズ』を撮影するスタジオが登場する。使用した人形の一つはメアリー・ターナーが彫っている。
- ゼロテスター - 本作の作品設定を強く意識したアニメーション作品。
- 太陽の勇者ファイバード - 勇者シリーズの第2作。発進シークエンスなどが酷似している。
- ネビュラ・75 - 2020年から2021年にかけて都市封鎖中のイギリスで制作されたサンダーバードと同じ頭身の人形を使ったスーパーマリオネーション作品。
- マイティジャック - 完全メカニックの特撮作品。
- 勇者特急マイトガイン - 勇者シリーズの第4作。監督の高松信司は、作品のコンセプトは本作とたまたまテレビで見た『銀河旋風児』を見て、印象に残った小林旭主演の日活無国籍アクションを合わせたものと語っている。要約すると「大富豪が道楽でサンダーバードをやっている」とのこと。
- 愛の戦士レインボーマン - 川内康範原作の特撮TV番組。作中に「地底戦車モグラート」と名付けられた、『サンダーバード』のジェットモグラに酷似したメカが登場する。
- ガールズ&パンツァー 劇場版 - 大洗女子学園の戦車を空輸するべく飛来したサンダース大学附属高校のC-5Mに描かれている「サンダース大学航空輸送課」のロゴマークが『サンダーバード』のロゴに酷似している。

### パロディ
- サンバーダード - 『とんねるずのみなさんのおかげです』（フジテレビ系）内のコーナー。とんねるず、清水アキラ、鳥塚しげきらが人形風のメイクで出演したパロディで、精巧なミニチュアセットなども使用されていた。石橋がバージル、木梨がゴードン、清水がアラン役、鳥塚がパーカー役で、それ以外はエキストラの欧米人が演じた。主題歌はハニー・ナイツのカバー版を使用。オープニングは本家のかなり正確な再現だが、サンバーダード1号が発進に失敗し、倒れて爆発する。
- ヨンダーバード - 『とんねるずのみなさんのおかげでした』（フジテレビ系）内のコーナー。各種ランキングの1位から4位の順位を当てるゲーム。正しい順位であればサンダーバード2号を模した機体（CG）が発射台から無事に離陸するが、間違いであれば発射台から転げ落ち、解答者が頭上にセットされたスリッパで叩かれる。
- サンデーバード（SUNDAYBIRDS） - 『プロ野球ニュース』（フジテレビ系）日曜日のサブタイトル（1993年4月 - 1994年3月）。野球、サッカーなどの背番号や競走馬、F1マシンなどの番号を5、4、3、2、1の順に映し出すオープニングも本家を意識した内容だった。当時の日曜日出演者は森脇健児、八木亜希子（フジテレビアナウンサー、当時）、関根潤三（野球解説者）。
- SUNDAY BIRDS-遊びの天才- - 2011年4月3日からNACK5で放送されている番組。テーマ曲は、サンダーバードのテーマ曲の替え歌であり、日本の5人組男性ヴォーカルグループAJIが『サンデーバーズのテーマ』として歌っている。
- モーレツバード - FM福岡『夜はモーレツ』内のコーナー。
- 2005年12月31日にTBS系列で放送された『COUNT DOWN TV』年越しスペシャルでは、年明け10秒前（23:59:50）に本作の音楽が鳴り出すと、5秒前から「5、4、3、2、1」と冒頭のカウントダウンが短めに鳴り、年明けと同時に主題曲が流れるといった演出で行った。
- trf「raving zone」の冒頭に、本作のカウントダウンの部分が引用されている。
- 水樹奈々「NANA MIZUKI LIVE FLIGHT 2014」 - バックバンド「Cherry Boys」紹介パート演出映像『チェリボウイングTake off!!』にて、本作のテーマ曲を意識した曲調やバンドメンバーを隊員に例え人形劇的な動きを行うといったパロディが行われた。
- ポケットモンスター ベストウイッシュ シーズン2 - イッシュリーグ前に登場するバージルがポケモン救助隊の隊員で2号機のパイロットである。兄弟で判明しているのは兄のみ。また、救助隊は人助けの好きな父親が私財を投げ打って設立した事が語られている。差異も大きいが本作で登場する各種の救助隊組織の中ではもっともオリジナルのサンダーバードの影響が色濃く出ている組織である。パロディと言うよりオマージュに限りなく近い。
- スクールガールストライカーズ（スクウェア・エニックス）の2017年度以降の新作水着コスチュームによる攻撃モーションが、途中からではあるがサンダーバード1号の発射シーンによく似ている。ただし、プールの下から出てくるのは航空機ではなく、大量の花火を搭載したロケットミサイルである。全メンバーが同一のミサイルを使用しているが、このミサイルの正式名称は不明である。

### CMへの起用
- 1992年にKDDのCMキャラクターに起用された。
- 1995年にJR西日本の特急「サンダーバード」のCMキャラクターに起用された。また、同形式を使用した北越急行の特急「はくたか」のCMにも起用された。
- 3代目スバル・フォレスターのCMはサンダーバード機の発進シークエンスをモチーフとしている。CM曲もサンダーバードのテーマ曲が使われている。
- 4代目トヨタ・ターセルのCMはオープニングテーマを意識したものになっている。
- NEC8番街のサイトにサンダーバードをパロディにした新製品PRのためのティザーが開設されている。BGMは、当企画のオリジナル曲。
- 2011年5月には協和発酵キリンの「はじめての最先端医療プロジェクト」のキャンペーンサイトである「THUNDERBIRDS Lab.[66]」が公開されている。
  - 2012年6月に、前年の「THUNDERBIRDS Lab.」に続く協和発酵キリンのキャンペーンサイトとして、サンダーバードによる会社設立というコンセプトの「サンダーバード・コーポレーション[66]」が公開された。
- キリンビールのいわゆる第三のビール「のどごし生」のCM曲にも使用された。
- 京阪電車の車内広告に、「マイホーム活用応援隊」の名で使われている。
- 2018年10月より、ヤマザキマザック株式会社の広告イメージキャラクターに起用[67]。

### その他の人物・事柄
- 有名なテーマ曲は、バラエティ作品を中心に今なお様々なテレビ番組で耳にする機会が多く、また純粋な行進曲としての他に、発進シーンへの連想からか、機械仕掛けのものが動き始めるといった場面でBGMに使われることがある。
- 『愛国戦隊大日本』や『帰ってきたウルトラマン マットアロー1号発進命令』等を制作したDAICON FILMは実写版のサンダーバードとして『共産戦隊ダイロシアン』と共に制作する予定だったが、実現には至らなかった。
- 『プラモ狂四郎』の単行本の3巻に収録されたエピソードにおいてジェットモグラが登場して主役級の活躍を見せた事から、ある一定の世代（いわゆるファーストガンプラ世代）には印象深いメカとして知られている。後にキャタピラの部分をガンタンクのBパーツ（下半身）に換装した宇宙用のスペースモグラという独自のバリエーションも出現している。
- 平成23年度小学校1年生用音楽教科書「おんがくのおくりもの 1」（教育出版）に、観賞用教材としてテーマ曲が採用された。教材CDに収録されているテーマ曲（1'24"）の演奏は湯川徹とオーケストラ。
- Mobageにおいて利用者のアバターの着せ替えアイテムをランダムで入手できるコインガチャにサンダーバードが登場していた。
- 早稲田大学法学部教授の水島朝穂等をはじめとする憲法学者のグループは、PKO協力法の成立が議論になった1992年に、『君はサンダーバードを知っているか』を日本評論社から刊行し、自衛隊の海外派兵を批判し、非武装中立の日本国際救助隊の創設を主張した。
- 第4話「ピラミッドの怪」でサンダーバード1号が正体不明の戦闘機に攻撃されサハラ砂漠に不時着する場面があるが、スーパー!ドラマTVで放送された「サンダーバード完全版」の原語版では、サンダーバード1号は東京での火災現場からの帰路途中というセリフがある。
- 『シン・ゴジラ』で共同制作した樋口真嗣と庵野秀明は、本作のファンであることを公言している。

## ゲーム
- サンダーバード（ファミリーコンピュータ、1989年9月29日・パック・イン・ビデオ）
- サンダーバード（ゲームボーイ、1993年2月12日・ビーアイ）
- サンダーバード 国際救助隊出動せよ!（スーパーファミコン、1993年9月10日・コブラチーム）

## パチンコ
- CRサンダーバード（2000年・藤商事）
- CRサンダーバードII（2003年・藤商事）
- CRサンダーバードIII（2006年・藤商事）
- CRAサンダーバードウイング（2007年・藤商事）
- CRサンダーバード国際救助隊（2009年・藤商事）

## パチスロ
- サンダーバードIII（2003年・藤商事）
- サンダーバードNEO（2006年・藤商事）

### 注
1. ↑  例えば当時発売されたテレビ番組を音声ドラマ化したレコードの一つ「Sun Probe」の冒頭でナレーターのアランが「[...] I’ve been watching a video show recalling the news highlights of 2065.」と言っている。
2. ↑  この事件は2003年に『ダーク・プレイス』としてテレビ映画化された。
3. ↑  ライオネルが米国で訓練飛行を行ったアリゾナ州にあったアメリカ陸軍航空軍の飛行場名が「Thunderbird」であることを由来とする説もあるが、この基地がその名前で呼ばれるようになったのは戦後のことであり、当時の名前は「ファルコン飛行場」である。彼の手紙にも「ファルコン基地」の名前で記されていた[3]。なお、第二次大戦終結後に廃止され、跡地はサンダーバード国際経営大学院になっている。
4. ↑  この手紙の写しは雑誌『Pen』340号（2013年7月）28頁にも掲載されている。その8行目から10行目には「The film they are making will be called “Thunderbird” and Gene Tierney and Preston Foster are in it.」と記されているにもかかわらず、手紙の画像上部の本文の記述には誤った内容が記載されている[3]。
5. ↑  『海底大戦争 スティングレイ』「深海の人質」でアトランタにいたずらをした後のトロイ艦長や、本作「世界一のビルの大火災」のトンプソン・ビル管理主任がスコットに表に車を回した旨を伝える場面など。
6. ↑  原理的には動くが、微調整が必要であり、結果として腹話術で話す人形や、口を開けたまま話す人形が登場することになってしまった[注 5][4]。本作の舞台裏の映像を見ると、台詞に合わせて手動でスイッチを操作しているスタッフがいるのを見ることができる[5]。
7. ↑  通常、微笑み、しかめっ面、瞬きの4種類に通常の顔をもう1つ用意された。
8. ↑  第1話「人類の危機！ 宇宙基地大爆発」は、当初は2時間もの長さがあったが、追加撮影を第3話「黒い太陽ブラック・ホール」の後に行い、デイヴィッド・レインが再編集をすることで放送枠に収めることができた[7]。
9. ↑  「ジェット“モグラ号”の活躍」「世界一のビルの大火災」「ロケット“太陽号”の危機」「ピラミッドの怪」「原子炉の危機」「死の大金庫」「原子力機・ファイアーフラッシュ号の危機」「オートレーサー・アランの危機」の8本。
10. ↑  「火星人の来襲」「恐怖のモノレール」の2本。
11. ↑  「ベネロープの危機」「ニューヨークの恐怖」の2本。
12. ↑  舞台を2026年とした新設定の場合。
13. ↑  誕生日を4月14日とする文献[22]も存在する[21]。
14. ↑  ただしこの事件までに10件程度の救助活動に参加していると語っている。
15. ↑  吹き替えを担当するデイヴィド・グレアムもロンドン出身
16. ↑  原語（英語）での発音は「テンテン」に近い。
17. ↑  ランバートの吹替声優が矢田耕司とする文献があるが、矢田が吹き替えたのは銀行の重役ラブグローブである。
18. ↑  ブルーレイのブックレットには第25話「情報員MI. 5」のジェームズ・ボンソンのモデルがムーアとされているが、これは誤りである。
19. ↑  原語版ではThe Leaderと呼ばれている。
20. ↑  ジミーがジェームズの愛称であることやボンソンの綴がBondsonであることから分かる通り、名前の由来はジェームズ・ボンドである。
21. ↑  例えば「ジェット“モグラ号”の活躍」でスコットが5号との通信の後に本部に指示を出す際には「5番装備」と言っている。
22. ↑  車体にはRadio Controlled Elevatorと記されている
23. ↑  初登場した第2話の日本語版邦題「ジェット“モグラ号”の活躍」では「“モグラ号”」と括弧に括られ、「ジェット」とは区別されている。
24. ↑  吹替版では「牽引車」と呼ばれた。
25. ↑  本編中で2番装備に搭載されていることがわかる場面は存在しないが、正面のタラップから救助装備が登場していないことから同装備に搭載されていると考えることができる。この推測に則って2番装備と記されている文献がある[28]一方で、Podの床面の下に折りたたまれて収納されているとする文献も存在する[29]。
26. 1 2  吹替版ではいかなる名前でも呼ばれなかった。
27. ↑  吹替版では「ブースター・ガン」と呼ばれた。
28. ↑  本編中で1番装備に搭載されていることがわかる場面は存在しないが、1番装備に搭載されているとする文献は存在する[28]。
29. 1 2 3 4 5 6 7 8 9 10  本編中ではいかなる名前でも呼ばれなかった。
30. ↑  なお、これに対して監視ヘリコプターは「コプター・ウォッチ・ドッグ」のコードネームが与えられている。
31. ↑  原語版では「サイド・ワインダー」の作戦上のコードネーム「ジャングル・キャット」号として呼ばれていたが[注 30]、演出の加藤敏から重量感のある名前への変更を要望され、翻訳の木原たけしが提唱した名称が「ゴング」であった[37]。
32. ↑  吹替版では「モノレール」としか呼ばれていないが、ペネロープ達が乗車した列車の先頭車や、ゴッドバー博士のセリフにはTranscontinental Rocketの名称が出てくる。
33. ↑  恐らく3機とも撃墜されたと考えられるが、この飛行場のシーンはカットされている事が多く、意外に知られていない。そもそも1号が、マシュー空軍基地へ出動した事さえ分からなかった視聴者も多かったと考えられる。
34. ↑  原語版音声ではSkytrustではなくSkythrust（スカイスラスト）と呼ばれている。
35. ↑  第1話に登場した攻撃訓練の地図に示された場所がロンドン空港の場所であるとすれば、ヒースロー空港とは反対側、ロンドンの東側・テムズ川の河口近くに位置するようである。
36. ↑  ただし毎週の放送ではなく、実際に放送されたのは10月18日、11月22日、12月6日、12月20日、1月17日、2月21日、3月7日、3月21日の8回[38]。
37. ↑  「サンダーバード完全版」のスーパーチャンネル版（及び、スーパー!ドラマTV）はノーカット版で、日本語吹き替えが制作されたなかった部分、30分前後編版放送時にカット処分された部分、いわゆる放送禁止用語によって無音処理されたものの一部には字幕スーパーでの日本語訳字幕が挿入され放送されている。
38. ↑  オリジナルに比べてボケ具合が違うほか、ブレインズが試験管を持つ手が左手となっている。
39. ↑  マスターテープが発見される前の1985年、庵野秀明が監修を手掛けた『ザ・コンプリート・サンダーバード』では本編中の劇伴にMEテープを編集して使用、また1992年に『サンダーバード秘密基地セット』として「SOS原子旅客機」「ニューヨークの恐怖」「秘密作戦命令」の3話をドラマCDで再現する企画が組まれた際も、湯川徹がサウンドトラックを耳コピーで採譜・新録する必要が生じるなどといった出来事があった（ライナーノーツでは権利上の問題とされた）。なお、庵野が手掛けた『ザ・コンプリート・サンダーバード』は後年のHDリマスター化の際に劇伴をオリジナル音源に差し替える処理が行われた[50]。
40. ↑  93年頃から約10年かけて見つけ出した[49] とあるが、バリー・グレイ協会のラルフ・ティタートンがサウンドトラックCDのブックレットに寄せたコメントでは、1993年に発見し、そこから4年かけて整理等を行い、98年に初のCD発売となったとしている[51]。
41. ↑  ただしこれらはファンクラブファンダーソンの会員限定であった。
42. ↑  原語の発音に合わせ「クラブロッガーの暴走」と表記されることもある。
43. ↑  スーパー・スペース・シアター版エピソード。日本では『サンダーバード 国際救助隊出動せよ！』の題でソフト化された。